# Az Így jártam anyátokkal epizódjainak listája
Itt található az Így jártam anyátokkal (eredetileg angolul How I Met Your Mother) című amerikai szituációs komédia epizódlistája.

## Áttekintés
| Évad | Évad | Részek száma | Részek száma | Eredeti sugárzás     | Eredeti sugárzás  | Eredeti adó | Magyar sugárzás     | Magyar sugárzás    | Magyar adó     |
| Évad | Évad | Részek száma | Részek száma | Évadbemutató         | Évadzáró          | Eredeti adó | Évadbemutató        | Évadzáró           | Magyar adó     |
| ---- | ---- | ------------ | ------------ | -------------------- | ----------------- | ----------- | ------------------- | ------------------ | -------------- |
|      | 1.   | 22           | 22           | 2005. szeptember 19. | 2006. május 15.   | CBS         | 2008. október 1.    | 2008. október 31.  | Comedy Central |
|      | 2.   | 22           | 22           | 2006. szeptember 18. | 2007. május 14.   | CBS         | 2008. november 3.   | 2008. december 2.  | Comedy Central |
|      | 3.   | 20           | 20           | 2007. szeptember 24. | 2008. május 19.   | CBS         | 2008. december 3.   | 2009. január 6.    | Comedy Central |
|      | 4.   | 24           | 24           | 2008. szeptember 22. | 2009. május 18.   | CBS         | 2010. április 26.   | 2010. május 31.    | Comedy Central |
|      | 5.   | 24           | 24           | 2009. szeptember 21. | 2010. május 24.   | CBS         | 2010. október 4.    | 2010. november 8.  | Comedy Central |
|      | 6.   | 24           | 24           | 2010. szeptember 20. | 2011. május 16.   | CBS         | 2011. szeptember 5. | 2011. október 10.  | Comedy Central |
|      | 7.   | 24           | 24           | 2011. szeptember 19. | 2012. május 14.   | CBS         | 2012. október 15.   | 2012. november 21. | Comedy Central |
|      | 8.   | 24           | 24           | 2012. szeptember 24. | 2013. május 13.   | CBS         | 2013. október 7.    | 2013. november 11. | Comedy Central |
|      | 9.   | 24           | 24           | 2013. szeptember 23. | 2014. március 31. | CBS         | 2014. március 24.   | 2014. április 28.  | Comedy Central |

|  | Alább a cselekmény részletei következnek! |

## Első évad (2005–2006)
| Sor. | Év. | Cím                                                                  | Rendező       | Író                        | Premier                               | Nézettség    |
| --- | --- | -------------------------------------------------------------------- | ------------- | -------------------------- | ------------------------------------- | ------------ |
| 1. | 1.  | A kezdetek (Pilot)                                                   | Pamela Fryman | Carter Bays & Craig Thomas | 2005. szeptember 19. 2008. október 1. | 10,94 millió |
| Amikor Ted legjobb barátja, Marshall eljegyzi barátnőjét, Lily-t, Ted rádöbben, hogy még mindig nem tart sehol a házasság felé vezető úton. Ezért elhatározza, hogy megkeresi az igazit. Hamarosan találkozik Robinnal a szomszédos bárban, majd azonnal el is hívja randizni. Azonban a lányt elijeszti Ted lelkesedése. Lily szemét eltalálja egy pezsgősüveg dugója, amikor az eljegyzésüket ünneplik. |     |                                                                      |               |                            |                                       |              |
| 2. | 2.  | A lila zsiráf (Purple Giraffe)                                       | Pamela Fryman | Carter Bays & Craig Thomas | 2005. szeptember 26. 2008. október 2. | 10,4 millió  |
| Ted megpróbálja helyrehozni kapcsolatát Robinnal, ezért úgy dönt, hogy laza lesz. Elhatározza, hogy szervez egy bulit, hogy oda ő is eljöhessen, de mivel Robin nem jelenik meg, újra és újra bulikat ad, hátha felbukkan. Marshallnak egy 25 oldalas jogi beadandót kell megcsinálnia az egyetemre, ami a bulik miatt nehezen megy. Közben Barney le akar koptatni egy lányt, akit még alig ismert meg. |     |                                                                      |               |                            |                                       |              |
| 3. | 3.  | A szabadság édes íze (Sweet Taste of Liberty)                        | Pamela Fryman | Phil Lord & Chris Miller   | 2005. október 3. 2008. október 3.     | 10,44 millió |
| Ted beleegyezik, hogy Barney felturbózza a szerelmi életét. A repülőtérre mennek csajozni, és egy randi reményében felszállnak egy Philadelphiába tartó gépre, majd őrült kalandokba keverednek. Marshall otthon tanulna, de Barneyék elhívják otthonról, hogy segítsen nekik. Közben Lily és Robin a bárban iszogatnak. Lilyt zavarja, hogy a pasik csak Robin körül legyeskednek, ezért leveszi a jegygyűrűjét. |     |                                                                      |               |                            |                                       |              |
| 4. | 4.  | Az ing visszatér (Return of the Shirt)                               | Pamela Fryman | Kourtney Kang              | 2005. október 10. 2008. október 6.    | 9,84 millió  |
| Ted úgy érzi a sikerhez vezető útja az lesz, ha a régi dolgokhoz tér vissza. Felvesz egy ősrégi inget, és felhívja egykori barátnőjét, akivel, mint kiderül, ocsmány körülmények között szakított. Közben Barney egyre nagyobb és nagyobb téteket ajánl fel Robinnak, ha a Metro News 1 élő műsorában megcsinál különféle furcsa dolgokat, hiszen a műsort úgyse nézi senki. |     |                                                                      |               |                            |                                       |              |
| 5. | 5.  | Oké Király (Okay Awesome)                                            | Pamela Fryman | Chris Harris               | 2005. október 17. 2008. október 7.    | 10,14 millió |
| Robin bejut egy klub VIP-részlegébe egy bulin, és magával hívja a barátait is. Lily és Marshall azonban "felnőttes" bulit szeretnének csinálni, mint megkomolyodott pár, így másokkal töltenék az estét. Az dögunalomba fullad, így mindketten megszöknek, hogy csatlakozzanak a többiekhez. Ted és Barney a táncparketten furcsa kalandokba keverednek. |     |                                                                      |               |                            |                                       |              |
| 6. | 6.  | Lotyós tök (Slutty Pumpkin)                                          | Pamela Fryman | Brenda Hsueh               | 2005. október 24. 2008. október 8.    | 10,89 millió |
| Ted részt vesz "félcédulának" öltözve azon a Halloween-bulin a tetőn, amit évente meglátogat, hogy újra találkozhasson azzal a tökjelmezes lánnyal, akivel évekkel ezelőtt találkozott. Robin randizik egy sráccal, akivel képtelen egy hullámhosszra kerülni, a függetlenség iránti vágya miatt. |     |                                                                      |               |                            |                                       |              |
| 7. | 7.  | A párkereső (Matchmaker)                                             | Pamela Fryman | Sam Johnson & Chris Marcil | 2005. november 7. 2008. október 9.    | 10,55 millió |
| Ted elmegy egy számítógépes módszerrel dolgozó párkeresőhöz, akinek 100%-os a sikermutatója. Azonban ő sem talál számára senkit, csupán egy már éppen házasuló lánnyal passzol össze. Tedet ez nem érdekli, kinyomozza a nő adatait, és felkeresi őt. Marshall és Lily egy ismeretlen élőlénnyel veszi fel a harcot, amely félig egér, félig csótány. |     |                                                                      |               |                            |                                       |              |
| 8. | 8.  | A párbaj (The Duel)                                                  | Pamela Fryman | The Duel                   | 2005. november 14. 2008. október 10.  | 10,35 millió |
| Lily véglegesen beköltözik Marshall és Ted lakásába. Barney figyelmezteti Tedet, hogy ő fogja húzni a rövidebbet, de Ted csak akkor kezdi el érezni, hogy ki akarják túrni, amikor régi kedvelt holmijai szép sorban eltűnnek. Barney eközben feltalálja a citromtörvényt - a szabályt, mely szerint 5 perc alatt el kell dönteni valakiről, hogy érdemes-e tovább foglalkozni vele egy randin. Megfogadja, hogy behozza azt a köztudatba. |     |                                                                      |               |                            |                                       |              |
| 9. | 9.  | A pulykával tömött pocak (Belly Full of Turkey)                      | Pamela Fryman | Phil Lord & Chris Miller   | 2005. november 21. 2008. október 13.  | 10,29 millió |
| Ted és Robin elhatározza, hogy hálaadáskor önkéntesként segítenek a hajléktalanoknak, mert Ted szeretne valami jót cselekedni.Az ingyenkonyhára mennek, ahol felfedezik, hogy Barney az év önkéntese, ráadásul a segítők elég önzően bánnak az adományokkal. Eközben Marshall és Lily meglátogatja az Eriksen-családot Minnesotában. Lily próbál beilleszkedni a zajos és furcsa család életébe, és közben amiatt aggódik, hátha teherbe esett. |     |                                                                      |               |                            |                                       |              |
| 10. | 10. | Az ananász incidens (The Pineapple Incident)                         | Pamela Fryman | Carter Bays & Craig Thomas | 2005. november 28. 2008. október 14.  | 12,27 millió |
| Miután Ted egy este leissza magát, másnap bokaficammal, egy égett kabáttal, egy ananásszal és egy lánnyal a szobájában ébred. Mivel képtelen felidézni, mi történt, a barátainak kell őt felvilágosítania. |     |                                                                      |               |                            |                                       |              |
| 11. | 11. | A limó (The Limo)                                                    | Pamela Fryman | Chris Marcil & Sam Johnson | 2005. december 19. 2008. október 15.  | 10,36 millió |
| Ted szilveszter éjszakáján egy limóval és egy pontosan megtervezett bulilátogatási "kirándulással" lepi meg barátait. Robin is velük van, mivel az aktuális barátjának dolga akadt. Ahogy közelít az óra az éjfél felé, úgy történik egyre több furcsaság a csapattal. |     |                                                                      |               |                            |                                       |              |
| 12. | 12. | Az esküvő (The Wedding)                                              | Pamela Fryman | Kourtney Kang              | 2006. január 9. 2008. október 16.     | 11,49 millió |
| Ted úgy tervezi, hogy Robint viszi el vendégeként egy esküvőre, de Claudia, a menyasszony azt mondja, hogy Ted azt jelölte be a kártyán, hogy egyedül megy, ezért senki nem jöhet. Felhívja a vőlegényt, Stuartot is, aki vele ért egyet, és ez akkora törést okoz köztük, hogy az esküvő előtt szakítanak. Tedékre vár a feladat, hogy újra összehozzák őket, miközben Barney rástartol Claudiára. Végül sikerrel járnak, és az esküvőre Robin is elmehet, ám közbejön valami, és hírolvasóként kell helytállnia a tévében, emiatt Ted egyedül megy. |     |                                                                      |               |                            |                                       |              |
| 13. | 13. | Dobpergést kérek! (Drumroll, Please)                                 | Pamela Fryman | Gloria Calderon Kellett    | 2006. január 23. 2008. október 17.    | 10,82 millió |
| Az esküvőn Ted és egy rejtélyes lány között rögtön kialakul valami, de megegyeznek, hogy erre az estére mindenféle kötelezettség nélkül fognak emlékezni, így se a nevüket, se a telefonszámukat nem adják meg egymásnak. Másnap Ted mégis nekilát kinyomozni, hol lehet Victoria, a rejtélyes lány, és sikerrel is jár. |     |                                                                      |               |                            |                                       |              |
| 14. | 14. | Hűha, nadrágot le! (Zip, Zip, Zip)                                   | Pamela Fryman | Brenda Hsueh               | 2006. február 6. 2008. október 20.    | 10,94 millió |
| Egy hónapnyi szexmentes járás után Ted és Victoria eldönti, hogy ideje belevágni azokba a dolgokba, amikre annyit vártak. Mivel úgy tudják, Marshall és Lily nincs a városban, az időzítés is tökéletesnek tűnik. De mivel az utóbbi pár megváltoztatja eredeti tervét, a fürdőszobában kell elrejtőzniük, hogy ne tegyenek keresztbe Tedéknek. Eközben Barney és Robin együtt töltik az estét, és rájönnek, mennyi közös van bennük. |     |                                                                      |               |                            |                                       |              |
| 15. | 15. | A közös este (Game Night)                                            | Pamela Fryman | Chris Harris               | 2006. február 27. 2008. október 21.   | 9,82 millió  |
| A csapat rálel egy videókazettára, ahol Barney igencsak megalázó helyzetben szerepel. Hogy kiderítsék, mi is a mögötte rejlő sztori, azt a játékot játsszák, hogy mindenki elmeséli, mi volt a legmegalázóbb helyzet, amiben része volt, és így Barney is felfedi a részleteket. Kiderül, hogy miután egy Shannon nevű barátnője megcsalta egy gátlástalan, gazdag, szexéhes playboyjal, ez annyira megváltoztatta az életét, hogy olyanná vált, mint amilyen most.                                                                                   |     |                                                                      |               |                            |                                       |              |
| 16. | 16. | Cukorfalat (Cupcake)                                                 | Pamela Fryman | Maria Farrari              | 2006. március 6. 2008. október 22.    | 10,15 millió |
| A dolgok nagyon jól alakulnak Ted és Victoria között, azonban Victoria megkapja azt az ajánlatot, amire mindig vágyott: Németországban tanulhatna két évig. A pár néhány nagyon nehéz döntés előtt áll, azon tanakodnak, működhet-e a távkapcsolat. Hosszas viaskodás után abban maradnak, hogy megpróbálják. Eközben Marshall és Lily pénzügyi problémákkal küzd: Marshallnak ki kell fizetnie egy rendkívül költséges öltönyt az új munkahelyére, Lily pedig egy méregdrága esküvői ruhával beleül egy tortába.                                     |     |                                                                      |               |                            |                                       |              |
| 17. | 17. | Élet a gorillák között (Life Among the Gorillas)                     | Pamela Fryman | Carter Bays & Craig Thomas | 2006. március 20. 2008. október 24.   | 9,8 millió   |
| Marshall és Barney egy munkahelyen kezdenek el dolgozni, Marshallt viszont megviseli, hogy nem tud beilleszkedni a többiek közé. Megpróbálja felvenni a ritmust, amit Lily nem néz jó szemmel. Közben Victoria sorra küldi a sütis csomagokat Tednek, és egy alkalommal üzen is, hogy beszélniük kell aznap késő éjjel. Ted attól tart, hogy szakítani akar vele, ezért elfogadja Robin meghívását a lakására - hajnali kettőkor. |     |                                                                      |               |                            |                                       |              |
| 18. | 18. | Kettő után semmi jó nem történik (Nothing Good Happens After 2 A.M.) | Pamela Fryman | Carter Bays & Craig Thomas | 2006. április 10. 2008. október 27.   | 7,65 millió  |
| Ted biztos benne, hogy Victoria szakítani fog vele, ezért elfogadja Robin közeledését. Lily és Marshall megpróbálják lebeszélni róla, de ezzel csak még jobban megerősítik őt. Végül Robin veszi fel véletlenül a telefont, amiből kiderül számára, hogy nem is szakítottak. Tednek így már muszáj szakítania Victoriával, és Robin is megharagszik rá. Eközben Barney megpróbálja meggyőzni Marshallt és Lily-t, hogy a legjobb dolgok hajnali kettő után történnek, és találkoznak a koreai Elvisszel is.                                           |     |                                                                      |               |                            |                                       |              |
| 19. | 19. | Mary, az ügyvédbojtár (Mary the Paralegal)                           | Pamela Fryman | Chris Harris               | 2006. április 24. 2008. október 28.   | 7,6 millió   |
| Robin mindenkit meghív a Lojális Állami Médiaarany (LÁMA) átadására, mivel őt is jelölték a díjra. Barney elhiteti Teddel, hogy az esti partnere, akit ő szerzett a számára, egy prostituált, és nem egy ügyvédjelölt. Tednek nehezére esik Robint egy kollégájával, Sandy Riversszel látni. |     |                                                                      |               |                            |                                       |              |
| 20. | 20. | Életem legjobb bálja (Best Prom Ever)                                | Pamela Fryman | Ira Ungerleider            | 2006. május 1. 2008. október 29.      | 7,24 millió  |
| Közeledik Lily és Marshall esküvője. Mivel sikerül lefoglalniuk álmaik helyét, ahol csak két hónap múlva van üresedés, rohamtempóban elkezdik szervezni a dolgokat. Hogy megtudják, hogy a kiszemelt zenekar el tudja-e játszani a kedvenc dalukat, Lily, Robin és Barney beszöknek egy középiskolai bálba. Robin és Ted helyrehozzák a kapcsolatukat, Lily viszont elbizonytalanodik az esküvővel kapcsolatban. |     |                                                                      |               |                            |                                       |              |
| 21. | 21. | A tej (Milk)                                                         | Pamela Fryman | Carter Bays & Craig Thomas | 2006. május 8. 2008. október 30.      | 8,07 millió  |
| A pártaláló megtalálja Ted lelkitársát, de el kell halasztania a randit, mivel Lily-nek kétségei támadnak a házassággal kapcsolatban, és rajta kell segítenie. Közben arra is rájön, hogy mégis Robin a tökéletes társ számára.. Eközben Marshall mint "genyózási főtanácsadó" segít Barney-nak túljárni az egyik kolléga eszén, akivel folyton ugratják egymást. |     |                                                                      |               |                            |                                       |              |
| 22. | 22. | Ne már (Come On)                                                     | Pamela Fryman | Carter Bays & Craig Thomas | 2006. május 15. 2008. október 31.     | 8,64 millió  |
| Ted egy utolsó próbálkozással megpróbálja elhódítani Robin szívét, amiért nagyon messzire képes elmenni, nehogy Sandy Rivers előbb érjen révbe. Előbb szerenádot ad neki, majd esőtáncot jár, hogy otthon kelljen maradnia a viharos idő miatt. Robin értékeli, amit érte tesz, és végül összejönnek. Eközben Marshall és Lily összevesznek, mivel Marshall rájön, hogy Lily megpályázott egy San Francisco-i ösztöndíjat. Lily úgy dönt, hogy megpróbálja megvalósítani álmait, és ezért inkább szakítanak.                                          |     |                                                                      |               |                            |                                       |              |

## Második évad (2006–2007)
| Sor. | Év. | Cím                                                          | Rendező       | Író                        | Premier                                | Nézettség    |
| --- | --- | ------------------------------------------------------------ | ------------- | -------------------------- | -------------------------------------- | ------------ |
| 23. | 1.  | Hol is tartottunk? (Where Were We?)                          | Pamela Fryman | Carter Bays & Craig Thomas | 2006. szeptember 18. 2008. november 3. | 10,48 millió |
| A csapat megpróbál segíteni Marshallnak, hogy túllépjen a szakításon. Barney sztriptízbárba viszi, Ted pedig egy baseball-meccsre. Marshall talál egy hitelkártya-számlát, amiből kiderül, hogy Lily a városban egy hotelben van. Odamegy, és rájön, hogy igazából csak visszaéltek a nevével. Ez az esemény végül segít neki abban, hogy több mint két hónap után túllegyen a szakításon.                                                                                       |     |                                                              |               |                            |                                        |              |
| 24. | 2.  | A skorpió és a varangy (The Scorpion and the Toad)           | Rob Greenberg | Pamela Fryman              | 2006. szeptember 25. 2008. november 4. | 9,14 millió  |
| Barney Marshallt tanítja, hogy hogy kell felszedni egy lányt, de amikor Marshall célegyenesbe ér, Barney mindig lecsapja a kezéről. Lily visszatér az ösztöndíjról, és lakást keres. Úgy állítja be a vele történteket, mint élete legjobb nyarát, holott épp az ellenkezője volt igaz. Végül találkozik Marshall-lal, és ha egyelőre nem is jönnek össze, de kibékülnek. |     |                                                              |               |                            |                                        |              |
| 25. | 3.  | Villásreggeli (Brunch)                                       | Pamela Fryman | Stephen Lloyd              | 2006. október 2. 2008. november 5.     | 9,32 millió  |
| Ted szülei a csapattal töltenek egy hétvégét, ezalatt pedig sok családi titok sokkolja Tedet. Többek között az, hogy a szülei már réges-rég elváltak, csak neki nem mondták ezt el. Eközben Marshall és Lily nehezen tudnak uralkodni magukon, amikor együtt kell tölteniük az idejüket. Azzal vádolják a másikat, hogy megpróbálják elcsábítani egymást. Barney alig leplezetlenül rástartol Ted anyjára.                                                                       |     |                                                              |               |                            |                                        |              |
| 26. | 4.  | Ted Mosby, az építész (Ted Mosby: Architect)                 | Pamela Fryman | Kristin Newman             | 2006. október 9. 2008. november 6.     | 9,09 millió  |
| Miután Robin kiborul, mert Ted folyton az unalmas munkájáról beszél, Barney igyekszik bebizonyítani az ellenkezőjét. A hölgyeken teszteli a "Ted Mosby, építész" leszólítást, és kiderül, hogy működik. Amikor Robin megtudja, hogy "Ted" csajozós szövege városszerte népszerű, nekilát, hogy utánajárjon, mit csinál a "barátja". |     |                                                              |               |                            |                                        |              |
| 27. | 5.  | A világ legjobb párosa (World's Greatest Couple)             | Pamela Fryman | Brenda Hsueh               | 2006. október 16. 2008. november 7.    | 9,05 millió  |
| Lily Barney-hoz költözik, de ő nem igazán tudja elviselni, ha valami változás történik a lakásában. Eközben Marshall a haverjával, Braddel megy villásreggelizni, melynek enyhén homoszexuális felhangján élcelődnek a többiek. |     |                                                              |               |                            |                                        |              |
| 28. | 6.  | Jogi praktikák (Aldrin Justice)                              | Pamela Fryman | Jamie Rhonheimer           | 2006. október 23. 2008. november 10.   | 9,59 millió  |
| Közeledik Marshall számára a vizsgaidőszak. Barney megpróbál örömöket szerezni Marshall professzornőjének, hogy jó jegyeket adjon neki. Eközben Lily munkát kap Ted munkahelyén, ahol megpróbálja jóra nevelni a nagyfőnököt, Hammond Druthers-t. |     |                                                              |               |                            |                                        |              |
| 29. | 7.  | Swarley (Swarley)                                            | Pamela Fryman | Greg Malins                | 2006. november 6. 2008. november 11.   | 8,22 millió  |
| Marshall randizik egy lánnyal, akivel igazán jól kijön, de Barney és Ted szerint azonnal szakítania kéne vele, mert "paraszeme" van. Miután elírják a nevét, Barneyt mindenki Swarleynak kezdi el szólítani. |     |                                                              |               |                            |                                        |              |
| 30. | 8.  | Atlantic City (Atlantic City)                                | Pamela Fryman | Maria Ferrari              | 2006. november 13. 2008. november 12.  | 9,33 millió  |
| Marshall és Lily újra összejönnek, és úgy döntenek, hogy megszöknek Atlantic Citybe. Tedet, Robint és Barney-t is meghívják magukkal - kiderül, hogy össze akarnak ott házasodni. A nász végül csak pár másodpercig tart, mert komolyabbat szeretnének - eközben fény derül Barney szerencsejáték-függőségére is. |     |                                                              |               |                            |                                        |              |
| 31. | 9.  | A pofogadás (Slap Bet)                                       | Pamela Fryman | Kourtney Kang              | 2006. november 20. 2008. november 13.  | 8,85 millió  |
| Robin utálja a plázákat, amivel kapcsolatban előkerül egy videófilm is. Barney arra fogad, hogy pornózott korábban, és ezt titkolta eddig. Köt erre egy pofogadást, amit elveszít: ettől kezdve Marshall, aki ellene fogadott, jogosult az idők végezetéig bármikor kiosztani neki öt pofont. Kiderül, hogy Robin fiatalkorában kanadai popsztár volt, és ezt szégyellte annyira. Elcsattan az első Barney-pofon.                                                                |     |                                                              |               |                            |                                        |              |
| 32. | 10. | Szingliszellem (Single Stamina)                              | Pamela Fryman | Kristin Newman             | 2006. november 27. 2008. november 14.  | 9,85 millió  |
| Barney fekete öccse, James, látogatóba érkezik. Korábban ő is éppen olyan volt, mint Barney, csak éppen homoszexuális. Barneyt zavarja, hogy öccse megkomolyodott, ám kiderül a számára, hogy ez azért van, mert az élettársával örökbefogadnak egy gyereket. |     |                                                              |               |                            |                                        |              |
| 33. | 11. | Hogyan lopta el Lily a karácsonyt (How Lily Stole Christmas) | Pamela Fryman | Brenda Hsueh               | 2006. december 11. 2008. november 17.  | 8,81 millió  |
| Közelít a karácsony. Lily egy régi üzenetrögzítős üzenetben meghallja, hogy a Marshall-lal való szakításuk idején Ted "grincs"-nek hívta őt (eufemizálva), Ted ráadásul még most sem akar érte bocsánatot kérni, hiszen akkor komolyan gondolta, amit mondott. Barney csúnyán megbetegszik. |     |                                                              |               |                            |                                        |              |
| 34. | 12. | Először New Yorkban (First Time in New York)                 | Pamela Fryman | Gloria Calderon Kellett    | 2007. január 8. 2008. november 18.     | 8,37 millió  |
| Robin el akarja mondani Tednek, hogy szereti, de nem tudja megtenni a nagy lépést. Robin húga New Yorkba érkezik a barátjával, viszont Robin nem reagál nagyon jól, amikor megtudja, hogy a lány kész elveszíteni a szüzességét. |     |                                                              |               |                            |                                        |              |
| 35. | 13. | Oszlopok (Columns)                                           | Rob Greenberg | Matt Kuhn                  | 2007. január 22. 2008. november 19.    | 9,42 millió  |
| Mivel Tedet folyamatosan inzultálja volt főnöke, már beosztottja, Hammond Druthers, megmondják neki, hogy azonnal rúgja ki, de ez nem olyan egyszerű. Barney felkéri Lilyt, hogy egy csomó pénzért cserébe fessen róla egy aktot. |     |                                                              |               |                            |                                        |              |
| 36. | 14. | A hétfő esti meccs (Monday Night Football)                   | Rob Greenberg | Carter Bays & Craig Thomas | 2007. február 5. 2008. november 20.    | 10,61 millió |
| A csapat a Super Bowlt akarja nézni, de egy temetésre is meghívják őket, ahonnan nem hiányozhatnak. Ezért úgy döntenek, hogy a meccset videóra veszik, és megpróbálják nem megtudni az eredményt a másnapi újranézés előtt. |     |                                                              |               |                            |                                        |              |
| 37. | 15. | A szerencsepénz (Lucky Penny)                                | Pamela Fryman | Jamie Rhonheimer           | 2007. február 12. 2008. november 21.   | 9,68 millió  |
| Ted talál egy szerencsepénzt, amelyet ő szerencsés eseménynek tekint. Hamarosan kiderül, hogy az események egy egészen furcsa láncolata kapcsolódik ehhez az egészhez, mely nem épp a szerencséről szól. |     |                                                              |               |                            |                                        |              |
| 38. | 16. | Cuccok (Stuff)                                               | Pamela Fryman | Kourtney Kang              | 2007. február 19. 2008. november 24.   | 8,95 millió  |
| Miután Robin panaszkodik, hogy Ted az összes exbarátnőjétől kapott ajándékot megtartotta, Ted úgy dönt megszabadul tőlük. De Ted is rájön, hogy Robinnál is van pár régi ajándék, többek között a kutyái is az exbarátaitól vannak. Lily egy színdarabot állít színpadra, amin Barney folyamatosan gúnyolódik. Marshall ezért kiosztja a második pofont is. |     |                                                              |               |                            |                                        |              |
| 39. | 17. | Arrivederci, Fiero (Arrivederci, Fiero)                      | Pamela Fryman | Chris Harris               | 2007. február 26. 2008. november 25.   | 9,33 millió  |
| Marshall régi Fierója épp a 200.000 mérföldes határ elérése előtt robban le, és többször nem is indul be. A csapat felidézi a kocsihoz fűződő emlékeit, többek között azt, hogyan lettek Ted és Marshall barátok. |     |                                                              |               |                            |                                        |              |
| 40. | 18. | A költözés (Moving Day)                                      | Pamela Fryman | Maria Ferrari              | 2007. március 19. 2008. november 26.   | 7,27 millió  |
| Ted és Robin össze szeretnének költözni. Ezt Barney nem támogatja, mégpedig azért, mert ő 23 percnyire lakik a bártól, és nőket nem tud hazavinni, csak Tedhez, ezért megpróbálja szabotálni a dolgokat. Ellopja a költöztetőautót, és különféle feladatok megoldására kényszeríti Tedet. |     |                                                              |               |                            |                                        |              |
| 41. | 19. | A legénybúcsú (Bachelor Party)                               | Pamela Fryman | Carter Bays & Craig Thomas | 2007. április 9. 2008. november 27.    | 9,9 millió   |
| Marshall legénybúcsúját Ted szervezi, mint a tanúja. Barney szeretné, ha sztriptíztáncosok is lennének, amire nemet mondanak. Mégis szerez egy nőt, és ezzel tönkreteszi az estét. Közben Robin egy vibrátort vesz Lilynek nászajándékba, amit roppant kínos körülmények között kellene átadnia. |     |                                                              |               |                            |                                        |              |
| 42. | 20. | Nyílt kártyákkal (Showdown)                                  | Pamela Fryman | Gloria Calderon Kellett    | 2007. április 30. 2008. november 28.   | 7,24 millió  |
| Barney-t kiválasztják mint a Mennyi az annyi? vetélkedő egyik résztvevőjét, így teljesül az egyik álma: találkozni Bob Barkerrel, akit az apjának hisz. Emellett olyan ügyesen játszik, hogy egy csomó nászajándékot is nyer. Lilyre túl bő az esküvői ruhája, ezért ennie kell, hogy belehízzon. Marshall, akivel az esküvő előtt babonából külön költöznek, titokban eteti őt.                                                                                                 |     |                                                              |               |                            |                                        |              |
| 43. | 21. | Valami kölcsönvett (Something Borrowed)                      | Pamela Fryman | Greg Malins                | 2007. május 7. 2008. december 1.       | 7,69 millió  |
| Marshall és Lily esküvője kezd rémálomba fordulni. Lily szülei meghívták a középiskolai szerelmét, Scootert, aki kétségbeesetten próbálja meg visszaszerezni őt. Rossz virágokat hoztak, nincs fotós se, és a hárfajátékosnál éppen beindul a szülés. Lily csokra és fátyla is tönkremegy, Marshall pedig egy őrült pillanatában nullás géppel belenyír a saját hajába, amit a fodrász már eleve elrontott. Már épp le akarják fújni az egészet, amikor Barney megmenti a napot. |     |                                                              |               |                            |                                        |              |
| 44. | 22. | Valami kék (Something Blue)                                  | Pamela Fryman | Carter Bays & Craig Thomas | 2007. május 14. 2008. december 2.      | 9,9 millió   |
| Barney meghallja, hogy Tednek és Robinnak van egy titka, amit még nem akarnak elmondani. Kiderül, hogy már egy ideje szakítottak, csak nem akarták elmondani senkinek, nehogy eltereljék a figyelmet az esküvőről. Eközben az ifjú pár kétségbeesetten próbál szerezni valami ennivalót, ám a vendégsereg mindent megeszik előlük a lagziban. |     |                                                              |               |                            |                                        |              |

## Harmadik évad (2007–2008)
| Sor. | Év. | Cím                                                    | Rendező       | Író                                        | Premier                                | Nézettség    |
| --- | --- | ------------------------------------------------------ | ------------- | ------------------------------------------ | -------------------------------------- | ------------ |
| 45. | 1.  | Most figyelj! (Wait for It)                            | Pamela Fryman | Carter Bays & Craig Thomas                 | 2007. szeptember 24. 2008. december 3. | 8,12 millió  |
| Robin hazaérkezik Argentínából új barátjával, Gaellel. Bár megbeszélték, hogy csak barátok maradnak, Tednek rosszul esik a dolog. Elhatározza, hogy Barneyval tölt egy fergeteges estét, hogy elfelejtse őt. Miközben szerez egy tetoválást, Marshallt és Lilyt teljesen elbűvöli Gael. |     |                                                        |               |                                            |                                        |              |
| 46. | 2.  | Mi nem vagyunk idevalósiak (We're Not from Here)       | Pamela Fryman | Chris Harris                               | 2007. október 1. 2008. december 4.     | 7,88 millió  |
| Miután látják, hogy a lányok odavannak Robin új barátjáért, Barney és Ted úgy döntenek, hogy kipróbálják, milyen turistaként csajozni a városban. Marshall és Lily leveleket írnak egymásnak arra az esetre, ha meghalnának. Robin közben rájön, hogy már nem olyan szabad szellemű és életvidám, mint Argentínában volt, és Gael is egyre jobban idegesíti őt, ezért kirúgja. |     |                                                        |               |                                            |                                        |              |
| 47. | 3.  | Tricikli (Third Wheel)                                 | Pamela Fryman | David Hemingson                            | 2007. október 8. 2008. december 5.     | 7,96 millió  |
| Újra felbukkan Trudy az ananász-incidens után. Egy barátnőjével arra készülnek, hogy kipróbáljanak valami újat, és ez úgy tűnik, az édeshármas. A csapat megpróbál segíteni Tednek, hogy összejöjjön. Eközben Robin randira megy, miközben próbálja magát tartani a saját maga által meghozott szabályhoz: nem borotválja le előtte a lábát. |     |                                                        |               |                                            |                                        |              |
| 48. | 4.  | Kisfiúk (Little Boys)                                  | Rob Greenberg | Kourtney Kang                              | 2007. október 15. 2008. december 8.    | 7,71 millió  |
| Robin egy egyedülálló apukával randizik, és megismerkedik a férfi fiával is, viszont Robinnak ez már túl komoly kapcsolatnak tűnik. Eközben Ted és Barney azon versenyez, hogy melyikük a nagyobb "ász", és melyikük tud előbb lefeküdni egy kiválasztott lánnyal. |     |                                                        |               |                                            |                                        |              |
| 49. | 5.  | Így találkoztam a többiekkel (How I Met Everyone Else) | Pamela Fryman | Gloria Calderon Kellet                     | 2007. október 22. 2008. december 9.    | 8,5 millió   |
| Ted új barátnője, Blabla (a nevére már egyikük sem emlékszik, ezért így hivatkoznak rá) irigykedik, mert sokkal érdekesebb történetei vannak annak, hogy Ted hogyan találkozott a többiekkel, mint annak, hogy ő hogy találkozott vele. Barney bemutatja az őrült-szexi skálát, és elhelyezi rajta a lányt. |     |                                                        |               |                                            |                                        |              |
| 50. | 6.  | Én nem az a pasi vagyok (I'm Not That Guy)             | Pamela Fryman | Jonathan Groff                             | 2007. október 29. 2008. december 10.   | 8,55 millió  |
| Marshall-t megpróbálja rávenni egy ügyvédi iroda, hogy lépjen be hozzájuk, amivel Marshall tulajdonképpen feladná a Föld megmentéséről szőtt álmait. Lily hatalmas hitelkártya-adósságot halmoz fel vásárlásfüggőségével. közben a csapat felfedezi, hogy létezik egy Ted Mosby nevű pornósztár. |     |                                                        |               |                                            |                                        |              |
| 51. | 7.  | Beboszetesza (Dowisetrepla)                            | Pamela Fryman | Brenda Hsueh                               | 2007. november 5. 2008. december 11.   | 8,77 millió  |
| Lily és Marshall megunják Ted állandó jelenlétét, ezért elhatározzák, hogy alkalmi vétel keretében lakást vesznek "Beboszeteszában", New York egy új negyedében. Lily korábbi költekezései miatt viszont a hitelmutatójuk igencsak rossz. Végül megveszik a házat, amiről kiderül, hogy a szennyvíztelep mellett van. Eközben Barney úgy csajozik, hogy az üres lakásba viszi fel a nőket, hogy megszökhessen, miközben ők zuhanyoznak.                                                                    |     |                                                        |               |                                            |                                        |              |
| 52. | 8.  | Spoilerveszély (Spoiler Alert)                         | Pamela Fryman | Stephen Lloyd                              | 2007. november 12. 2008. december 12.  | 8,58 millió  |
| A társaságot nagyon idegesíti Ted új barátnőjének az a szokása, hogy túl sokat beszél. Mikor a tudomására hozzák, hirtelen összevesznek, és kiderül, hogy kiben mit nem szeretnek. Eközben Marshall elfelejti a jelszót, amivel meg tudná nézni, hogy sikeresen lediplomázott-e. |     |                                                        |               |                                            |                                        |              |
| 53. | 9.  | Pofonadás (Slapsgiving)                                | Pamela Fryman | Matt Kuhn                                  | 2007. november 19. 2008. december 15.  | 8,06 millió  |
| Lily és Marshall első, házaspárként töltendő Hálaadásukra készülnek; közben a pofon-visszaszámláló kínozza Barney-t, hogy mikor fog elcsattanni a pofon, amit még az elvesztett pofogadás miatt érdemelt ki. Az ünnepre Robin egy nála idősebb férfival érkezik, akit a többiek vénembernek látnak., különösen Ted, akinek még mindig lenne elszámolnivalója korábbi kapcsolatuk miatt. |     |                                                        |               |                                            |                                        |              |
| 54. | 10. | A görcs (The Yips)                                     | Pamela Fryman | Jamie Rhonheimer                           | 2007. november 26. 2008. december 16.  | 7,91 millió  |
| Miután együtt mennek edzeni, Barney észreveszi Sondát (eredetileg Rhonda), a nőt, akivel Barney elvesztette a szüzességét. Miután megtudja, hogy aznap este nagyon rossz teljesítményt nyújtott, elveszti csajozási képességét. Ezért elmegy a Victoria's Secret partira Teddel, hogy újra révbe érjen. |     |                                                        |               |                                            |                                        |              |
| 55. | 11. | A platinaszabály (The Platinum Rule)                   | Pamela Fryman | Carter Bays & Craig Thomas                 | 2007. december 10. 2008. december 17.  | 8,49 millió  |
| Ted egy rosszul sikerült tetoválást akar magáról eltávolíttatni, majd azt tervezi, hogy randira hívja az orvosát, Stellát. Ez senkinek sem tetszik, így megpróbálják lebeszélni róla. Barney bemutatja az aranyszabály továbbfejlesztett verzióját, a platinaszabályt arról, miért nem szabad olyasvalakivel randizni, akivel egyébként sokszor találkozik az ember. Nyolc lépésben vázolja fel a szenvedés fázisait. Ted mégis randira hívja Stellát, aki nemet mond, hiszen páciensekkel tilos kezdenie. |     |                                                        |               |                                            |                                        |              |
| 56. | 12. | Nincs holnap (No Tomorrow)                             | Pamela Fryman | Carter Bays & Craig Thomas                 | 2008. március 17. 2008. december 18.   | 9,73 millió  |
| Ted úgy dönt, hogy Szent Patrik-napra átveszi Barney életmódját, és egy következmények nélküli estét tervez. A dolgok azonban nem túl szerencsésen alakulnak. Kiderül, hogy a buliban ott volt Ted jövőbeli felesége is, aki ott felejtette sárga esernyőjét, melyet Ted magához vesz. Robin és Marshall felfedezik, hogy az új lakásnak lejt a padlója. |     |                                                        |               |                                            |                                        |              |
| 57. | 13. | Tíz alkalom (Ten Sessions)                             | Pamela Fryman | Chris Harris és Carter Bays & Craig Thomas | 2008. március 24. 2008. december 19.   | 10,67 millió |
| Miután Stella, Ted bőrgyógyásza rendre elutasítja őt, Abby, a recepciós kezd el érdeklődni Ted iránt. Mikor a tíz alkalmas kezelés lejár, végre feloldódik a páciens-orvos kapcsolat is, és Stella belemegy egy kétperces randiba. |     |                                                        |               |                                            |                                        |              |
| 58. | 14. | Selejtező (The Bracket)                                | Pamela Fryman | Joe Kelly                                  | 2008. március 31. 2008. december 22.   | 9,5 millió   |
| Barney szerelmi élete tragikusan alakul, mert minden kiszemelt nő durván elhajtja őt. Kiderül, hogy egy rejtélyes nő terjeszt róla durva dolgokat, aki feltehetőleg az egyik korábbi, cserbenhagyott szeretője volt. Hogy rájöjjön, ki volt az, a kosárlabda-rájátszás mintájára egy tábla segítségével próbálja 64 nő közül kiválasztani, hogy melyikük lehetett az. |     |                                                        |               |                                            |                                        |              |
| 59. | 15. | Ordításlánc (The Chain of Screaming)                   | Pamela Fryman | Carter Bays & Craig Thomas                 | 2008. április 14. 2008. december 23.   | 7,99 millió  |
| Marshall elsírja magát Arthur Hobbs, a főnöke előtt, mert az üvöltözött vele. Mindenki elmondja, hogy ő hogyan oldaná meg ezt a helyzetet. Marshall végül dönt, és a céget is otthagyja. Ted vesz egy új autót, amit szeretne megkímélni. |     |                                                        |               |                                            |                                        |              |
| 60. | 16. | Homokvárak a homokban (Sandcastles in the Sand)        | Pamela Fryman | Kourtney Kang                              | 2008. április 21. 2008. december 29.   | 8,45 millió  |
| Robin találkozik régi szerelmével, Simonnal (James van der Beek), aki még ennyi év elteltével is ugyanolyan bunkó vele, pedig még mindig érez iránta valamit. Előkerül kanadai popsztár korából egy második, lírai videó is, Barney pedig próbálja megvigasztalni őt. Az epizód végén Barney és Robin csókolóznak. |     |                                                        |               |                                            |                                        |              |
| 61. | 17. | A kecske (The Goat)                                    | Pamela Fryman | Stephen Llyod                              | 2008. április 28. 2008. december 30.   | 8,84 millió  |
| Barney lefekszik Robinnal, ezért kiskaput keres a Tesókódex alól, hogy fenntarthassa barátságát Teddel. Miközben Ted meglepetés-születésnapját tervezik, Lily kénytelen megmenteni egy kecskét, amit még az óvodában szedett össze. Mikor Ted megtudja, mi történt, megszakítja barátságát Barneyval, de az is kiderül a rész végén, hogy a kecskés sztori valójában egy évvel később, a 31. születésnapján történt, amikor Robin már nála lakott.                                                         |     |                                                        |               |                                            |                                        |              |
| 62. | 18. | A megfelelő tesó (Rebound Bro)                         | Pamela Fryman | Jamie Rhonheimer                           | 2008. május 5. 2009. január 2.         | 8,36 millió  |
| Stella készen áll az intim kapcsolatra Teddel, ami nehéz dolog számára, lévén hat éve nem volt senkivel. Eközben Barney új Tesó után kutat, akit a munkatársa, Randy személyében vélt megtalálni. Randy viszont inkább csak a szerencsétlenkedéseivel hívja fel magára a figyelmet. |     |                                                        |               |                                            |                                        |              |
| 63. | 19. | Kiárusítás (Everything Must Go)                        | Pamela Fryman | Jonathan Groff & Chris Harris              | 2008. május 12. 2009. január 5.        | 8,93 millió  |
| Lilynek el kell adnia pár festményét, hogy legyen pénze megcsináltatni a lejtős padlót a lakásban. Barney felfedezi rejtélyes utálóját, aki nem más, mint Abby, Stella recepciósa. Ketten összefognak, hogy bemutassanak Tednek. |     |                                                        |               |                                            |                                        |              |
| 64. | 20. | Csodák (Miracles)                                      | Pamela Fryman | Carter Bays & Craig Thomas                 | 2008. május 19. 2009. január 6.        | 7,99 millió  |
| Ted újraértékeli az életét és a kapcsolatát Stellával egy baleset után, ami akár az életébe is kerülhetett volna. A kórházba siető Barneyt elüti egy busz, így ő is bekerül, és végül Teddel is kibékülnek. Robin nem hisz a csodákban, Marshall pedig megpróbálja bebizonyítani neki, hogy márpedig léteznek. Ted megkéri Stella kezét. |     |                                                        |               |                                            |                                        |              |

## Negyedik évad (2008–2009)
| Sor. | Év. | Cím                                                       | Rendező       | Író                           | Premier                                | Nézettség    |
| --- | --- | --------------------------------------------------------- | ------------- | ----------------------------- | -------------------------------------- | ------------ |
| 65. | 1.  | Ismerlek? (Do I Know You?)                                | Pamela Fryman | Carter Bays & Craig Thomas    | 2008. szeptember 22. 2010. április 26. | 9,79 millió  |
| Marshall rávilágít, hogy Ted tulajdonképpen alig ismeri Stellát, akit elvenni készül. Barney a Robin iránti érzéseivel küzd, mikor felfedezi, hogy szerelmes lett belé. |     |                                                           |               |                               |                                        |              |
| 66. | 2.  | New York legjobb hamburgere (The Best Burger in New York) | Pamela Fryman | Carter Bays & Craig Thomas    | 2008. szeptember 29. 2010. április 26. | 8,72 millió  |
| Marshall nem talál munkát, így új célnak azt tűzi ki, hogy megkeresse New York legfinomabb hamburgerét, azt, amit az első New York-i napján evett. A helyet azonban sehol nem találják, így kutatásba kezdenek, melybe az ismert tévés személyiség, Regis Philbin is beszáll. Végül az is kiderül, hogy Marshall aláírt a Góliát Nemzeti Bankhoz. |     |                                                           |               |                               |                                        |              |
| 67. | 3.  | Én szeretem New Jersey-t (I Heart NJ)                     | Pamela Fryman | Greg Malins                   | 2008. október 6. 2010. április 26.     | 8,97 millió  |
| Ted unja az ingázást New York és New Jersey között, mint köztudott, az utóbbit utálja is. Csakhogy Stella a tudomására hozza, hogy neki esze ágában sincs hozzáköltöznie. Robin otthagyja a munkáját, mivel kap egy új állásajánlatot, de az igazából csak egy meghallgatás volt, így kétségbeesetten igyekszik visszaszerezni a régit. |     |                                                           |               |                               |                                        |              |
| 68. | 4.  | Közbelépés (Intervention)                                 | Pamela Fryman | Stephen Lloyd                 | 2008. október 13. 2010. április 26.    | 9,25 millió  |
| Ted, Marshall, Lily és Robin is költözni készül. Marshall és Lily az új lakásukba, Ted a menyasszonyához, Stellához, New Jerseybe, Robin pedig Japánba. Miután felszínre törnek az egymás iránt érzett aggodalmak, folyamatosan "közbelépéseket" szerveznek egymásnak. Eközben Barney azt próbálja meg bebizonyítani, hogy képes úgy csajozni, hogy öregembernek maszkírozza magát, és időutazónak hazudva magát, a "fiatalabb énjének" szerzi az áldozatokat. |     |                                                           |               |                               |                                        |              |
| 69. | 5.  | A Shelter-sziget (Shelter Island)                         | Pamela Fryman | Chris Harris                  | 2008. október 20. 2010. május 3.       | 9,45 millió  |
| Miután Stella húgát otthagyja a vőlegénye, hogy ne menjen kárba az esküvőbe ölt pénz, Ted és Stella úgy dönt, kicsit hamarabb házasodnak össze. Ez egybevág Barney terveivel is, aki abban reménykedik, hogy az esküvőn összejöhet Robinnal, aki Japánba költözött. Stella azonban látni se szeretné Robint az esküvőjén, mert szerinte exet hívni az esküvőre nem jó ötlet. Ted mégis megteszi ezt, és elhívja Stella exférjét, Tonyt. Ez nagyon rossz ötletnek bizonyul, mert Stella érzései újra fellángolnak Tony iránt, őt pedig otthagyják az esküvőn. Robin hazatér, de nem akar semmit a szerinte komolytalan Barneytól. |     |                                                           |               |                               |                                        |              |
| 70. | 6.  | Boldogan élek (Happily Ever After)                        | Pamela Fryman | Jamie Rhonheimer              | 2008. november 3. 2010. május 3.       | 9,4 millió   |
| Mindenki próbál segíteni Tednek, hogy túltegye magát azon, hogy a menyasszonya otthagyta az oltárnál, de ő nem kér a segítségből. Amikor egy étteremben szembetalálkozik Stellával, mégsem tudja, mit lépjen. Mindenki elmeséli, hogy ki az, akivel nem találkozna szívesen. |     |                                                           |               |                               |                                        |              |
| 71. | 7.  | A nem apák napja (Not a Father's Day)                     | Pamela Fryman | Robia Rashid                  | 2008. november 10. 2010. május 3.      | 9,79 millió  |
| Marshall és Lily a gyerekvállaláson gondolkodnak, miközben Barney egy új ünnepnapot talál ki: a "nem-apák napját". Lily a látszattal ellentétben eléggé ideges, ha a gyerek kerül szóba, Robin pedig, bár látványosan ellenzi a gyerekvállalást, mégis odavan a bébikért, csak titkolja. |     |                                                           |               |                               |                                        |              |
| 72. | 8.  | A húúú-lányok (Woooo!)                                    | Pamela Fryman | Carter Bays & Craig Thomas    | 2008. november 17. 2010. május 3.      | 9,99 millió  |
| Lily és Robin együtt megy az egyik kolléganője szülinapjára, aki – mint kiderül – nem olyan, amilyennek Lily megismerte a munkahelyén. Barney megpróbálja Ted tervrajzait bejuttatni a cégének főnökségéhez, hogy azok nyerjenek, és ne a Sven, a Ted által utált cég. |     |                                                           |               |                               |                                        |              |
| 73. | 9.  | A pucér pasi (The Naked Man)                              | Pamela Fryman | Joe Kelly                     | 2008. november 24. 2010. május 10.     | 10,04 millió |
| Amikor Robinnál beválik az egyik legegyszerűbb módszer, a "Pucér pasi", Barney úgy dönt, hogy Teddel ki kell próbálniuk. Csakhogy Ted nem szeretné elrontani az esélyeit az első lánnyal, akivel Stella óta randizik. |     |                                                           |               |                               |                                        |              |
| 74. | 10. | A bunyó (The Fight)                                       | Pamela Fryman | Theresa Mulligan Rosenthal    | 2008. december 8. 2010. május 10.      | 10,49 millió |
| Carl, a MacLaren’s Pub csaposa bunyózni hívja Tedet, Barneyt és Marshallt, miután elhajtott pár srácot a csapat asztalától. Marshall szerint jobb nem verekedni, Ted és Barney viszont kimegy. Ted azért, mert már elege van az állandó sajnálatból, Barney pedig Robinnál szeretne bevágódni. Noha semmit nem csináltak, úgy tesznek, mintha ők verték volna laposra a fiúkat. Emiatt nagy zűrbe keverednek, a helyzetet pedig Marshall oldja meg, akiről eddig azt hitték, hogy otthon a testvéreivel csak játszottak igazi verekedés helyett.                                                                                 |     |                                                           |               |                               |                                        |              |
| 75. | 11. | Egy kis Minnesota (Little Minnesota)                      | Pamela Fryman | Chuck Tatham                  | 2008. december 15. 2010. május 10.     | 11,44 millió |
| Ted húga, Heather látogatóba érkezik, és igyekszik minél távolabb tartani Barneytól, aki már régóta tervezi az elcsábítását. Eközben Marshall elviszi Robint egy Minnesotát idéző pubba, ahol Robin meglehetősen gyorsan megtalálja a közös hangot a többiekkel, akik nem tudják, hogy ő kanadai. |     |                                                           |               |                               |                                        |              |
| 76. | 12. | Előnyök (Benefits)                                        | Pamela Fryman | Kourtney Kang                 | 2009. január 12. 2010. május 10.       | 11,76 millió |
| Robin Tedhez költözik, ám az együttélés nem konfliktusmentes. A feszültséget baráti alapú szexszel oldják, ami zavarja Barneyt, ezért elhatározza, hogy megoldja a problémáikat. Közben Marshall számára nehézséget okoz a munkahelyi vécé használata, ahol "újságot szokott olvasni", mert fél, hogy a kollégák kinevetik a háta mögött. |     |                                                           |               |                               |                                        |              |
| 77. | 13. | Háromnapos havazás (Three Days of Snow)                   | Pamela Fryman | Matt Kuhn                     | 2009. január 19. 2010. május 17.       | 10,69 millió |
| Lily és Marshall megbeszéli, hogy szakítanak néhány régi szokásukkal, mint például, hogy egymás elé mennek a repülőtéren, de ezt mindkettőjüknek nehezére esik betartani. Közben Ted és Barney gondjára bízzák a MacLaren's-t, akik kapva kapnak az alkalmon. Mindezeket az eseményeket egy rendkívüli, háromnapos havazás tetézi. |     |                                                           |               |                               |                                        |              |
| 78. | 14. | A lehetségtelen (The Possimpible)                         | Pamela Fryman | Jonathan Groff                | 2009. február 2. 2010. május 17.       | 10,3 millió  |
| Robin postájában egy levélre akadnak, miszerint ha nem talál állást hét nap alatt, kitoloncolják Kanadába. Mint kiderül, az önéletrajza nem a legjobb, ezért Barney segít neki egy versenyképesebb összeállításában. Kiderül, hogy mindannyiuknak vannak érdekességei a sajátjaikban: Ted feltünteti az egyetemi rádiós DJ-alteregóját, Marshall a balettcsípő miatt félbeszakadt kosaraskarrierjét, Lily pedig azt, hogy egyszer megnyert egy hot dog-evő versenyt. |     |                                                           |               |                               |                                        |              |
| 79. | 15. | A Stinson család (The Stinsons)                           | Pamela Fryman | Carter Bays & Craig Thomas    | 2009. március 2. 2010. május 17.       | 11,08 millió |
| A csapat azt gyanítja Barney különös viselkedése miatt, hogy barátnője van, ám legnagyobb megdöbbenésükre felesége van és egy gyereke. Hamar kiderül, hogy ők igazából csak fizetett színészek, akiket azért bérelt fel évekkel korábban, hogy az anyja jobban érezze magát. |     |                                                           |               |                               |                                        |              |
| 80. | 16. | Bocs, tesó! (Sorry, Bro)                                  | Pamela Fryman | Craig Gerard & Matthew Zinman | 2009. március 9. 2010. május 17.       | 8,51 millió  |
| Lily és Marshall megtudják, hogy Ted egyetemi barátnője, Karen, akit utáltak, és aki csak kihasználta Tedet, a városba jön. Ted találkozni akar vele, a múltbeli dolgok ellenére is. Közben Robin megkezdi munkáját a hajnali négy órás híreknél, amit a csapat, ígérete ellenére sem néz. |     |                                                           |               |                               |                                        |              |
| 81. | 17. | A terasz (The Front Porch)                                | Rob Greenberg | Chris Harris                  | 2009. március 16. 2010. május 24.      | 9,29 millió  |
| A csapat összegyűlik Marshalléknál, hogy megnézzék Robint a hajnali 4 órás hírekben. Annak ellenére, hogy számtalan fantasztikus dolog történik az adásban, abból egy percet sem látnak, mert összevesznek. Karen ugyanis szakított Teddel, és mint kiderül, ez Lily mesterkedésének az oka, aki rendszeresen manipulálja a szerelmi életét. Eközben Marshall megmutatja Barneynak, milyen jó hálóruhában aludni. |     |                                                           |               |                               |                                        |              |
| 82. | 18. | Vén Clancy király (Old King Clancy)                       | Pamela Fryman | Jamie Rhonheimer              | 2009. március 23. 2010. május 24.      | 7,36 millió  |
| Kiderül, hogy Tednek már hetek óta nincs állása, csak Marshall és Barney ezt nem szerette volna elmondani neki. Eközben próbálják kitalálni, hogy Robinnak milyen hírességgel volt már dolga. |     |                                                           |               |                               |                                        |              |
| 83. | 19. | Murtaugh (Murtaugh)                                       | Pamela Fryman | Joe Kelly                     | 2009. március 30. 2010. május 24.      | 9,2 millió   |
| Tednek van egy listája arról, amihez már túl öreg. Barney vállalkozik rá, hogy 24 óra alatt végigcsinálja a listát, ezáltal bebizonyítva azt, hogy ők még fiatalok. Eközben Marshall edzeni kezdi Lily óvodásait a kosárcsapatban, de szokatlanul durva módszereket alkalmaz. |     |                                                           |               |                               |                                        |              |
| 84. | 20. | Mosbius Designs (Mosbius Designs)                         | Pamela Fryman | Kourtney Kang                 | 2009. április 13. 2010. május 24.      | 9,56 millió  |
| Barney egy olyan mocskos viccet mond a többieknek, amin Lily felháborodik, és négy hétig fel se bukkan újra. Most, hogy munka nélkül maradt, Ted megalapítja a saját cégét, ahol felvesz egy alkalmazottat. PJ azonban túl megnyerően viselkedik Robinnal szemben. Közben Marshall fél, hogy nem biztos a munkahelye, ezért próbál magának egyfajta hírnevet kialakítani. |     |                                                           |               |                               |                                        |              |
| 85. | 21. | A háromnapos szabály (The Three Days Rule)                | Pamela Fryman | Greg Malins                   | 2009. április 27. 2010. május 31.      | 8,87 millió  |
| Ted megismeri Hollit, de Barney szabálya szerint három napot kell várnia, amíg felhívja, mert különben túlságosan is elsieti. Ezt nem tartja be, és kezdetben ez jó ötletnek is tűnik. Hamar kiderül azonban, hogy csak Marshall és Barney hülyéskednek vele. |     |                                                           |               |                               |                                        |              |
| 86. | 22. | Jó helyen, jó időben (Right Place Right Time)             | Pamela Fryman | Stephen Lloyd                 | 2009. május 4. 2010. május 31.         | 8,89 millió  |
| Barney lefekszik a 200. nővel is életében. Kiderül, hogy ez egy különleges dolog számára, mert úgy érzi, ezzel betartott egy gyerekkori ellenségének. Közben Ted elmeséli a gyerekeinek annak a történetét, hogy milyen dolog jó időben jó helyen lenni. |     |                                                           |               |                               |                                        |              |
| 87. | 23. | Amilyen hamar tud (As Fast As She Can)                    | Pamela Fryman | Carter Bays & Craig Thomas    | 2009. május 11. 2010. május 31.        | 8,7 millió   |
| Stella férje, Tony lelkiismeret-furdalásból felajánl Tednek egy tanári állást az egyetemen. Közben Barney megpróbálja bebizonyítani, hogy pusztán a sármjával képes megúszni, hogy megbüntessék gyorshajtásért. |     |                                                           |               |                               |                                        |              |
| 88. | 24. | Az ugrás (The Leap)                                       | Pamela Fryman | Carter Bays & Craig Thomas    | 2009. május 18. 2010. május 31.        | 8,73 millió  |
| Ted 31. születésnapja alkalmából meglepetést-bulit rendeznek neki, de ő a cégét próbálja kemény munkával megmenteni. Robin megtudja, hogy Barney szerelmes belé, és még a rég várt kecske is felbukkan. Ted végre pozitívan tekint a jövőbe, és elkezdi az oktatást az egyetemen - mint megtudjuk, az első óráján ott volt a jövendőbeli felesége is. |     |                                                           |               |                               |                                        |              |

## Ötödik évad (2009–2010)
| Sor. | Év. | Cím                                                                | Rendező             | Író                           | Premier                               | Nézettség    |
| --- | --- | ------------------------------------------------------------------ | ------------------- | ----------------------------- | ------------------------------------- | ------------ |
| 89. | 1.  | Definíciók (Definitions)                                           | Pamela Fryman       | Carter Bays & Craig Thomas    | 2009. szeptember 21. 2010. október 4. | 9,09 millió  |
| Barney és Robin nem hajlandók kimondani, hogy együtt járnak és nem akarnak beszélni a kapcsolatukról, ezért Lily próbál hatni rájuk - bezárja őket a szobába, míg nem születik döntés. Eközben Ted az első előadására készül és próbálja eldönteni milyen tanár legyen. |     |                                                                    |                     |                               |                                       |              |
| 90. | 2.  | Duplarandi (Double Date)                                           | Pamela Fryman       | Matt Kuhn                     | 2009. szeptember 28. 2010. október 4. | 8,73 millió  |
| Ted vakrandira megy egy lánnyal, de kiderül, hogy egyszer már randiztak 7 évvel ezelőtt, amire azonban egyikük sem emlékszik. Barney közben próbálja bebizonyítani Marshallnak, hogy egy párkapcsolat nem jelenti azt, hogy nem fantáziálhat más lányokról. A Ledér Leopárd sztriptízbárban megtalálják Lily sztriptíztáncos hasonmását.                                                                    |     |                                                                    |                     |                               |                                       |              |
| 91. | 3.  | Robin: Kezdőknek (Robin 101)                                       | Pamela Fryman       | Carter Bays & Craig Thomas    | 2009. október 5. 2010. október 4.     | 8,23 millió  |
| Robin szerint Barney megcsalja őt, és már nem biztos benne, hogy jó döntés volt összejönniük. Ted segíteni szeretne Barneynak, ezért órákat tart esténként, ahol a tantárgy Robin. Marshall megpróbál megszabadulni egy hordótól, amit még az egyetemi évei alatt szerzett. |     |                                                                    |                     |                               |                                       |              |
| 92. | 4.  | A szexmentes fogadós (The Sexless Innkeeper)                       | Pamela Fryman       | Kourtney Kang                 | 2009. október 12. 2010. október 4.    | 8,56 millió  |
| Lily és Marshall páros randira hívja Robint és Barneyt, ami nem sikerül túl jól. Éjszaka Tednél alszik egy lány, akivel az este találkozott, de más nem történik, így ő lesz a "szexmentes fogadós". |     |                                                                    |                     |                               |                                       |              |
| 93. | 5.  | Kettős állampolgárság (Duel Citizenship)                           | Pamela Fryman       | Chuck Tatham                  | 2009. október 19. 2010. október 11.   | 8,07 millió  |
| Robin bajba kerül, ezért lehet, hogy kiutasítják az országból, így Barney segítségével próbálja megszerezni az amerikai állampolgárságot. Tedék közben Chicagóba indulnak, hogy egyenek abból a borzalmas pizzából, amit még a kollégiumi időkben ettek, ezúttal viszont Lily is elkíséri őket. |     |                                                                    |                     |                               |                                       |              |
| 94. | 6.  | Skótdudások (Bagpipes)                                             | Pamela Fryman       | Robia Rashid                  | 2009. november 2. 2010. október 11.   | 8,82 millió  |
| Tednek új szomszédai lesznek, akik egész álló nap "dudálnak" (Ted eufemizmusa a gyerekei előtt a szexuális együttlétre). Közben Barney párkapcsolati tanácsokat ad Marshallnak, aki meg is fogadja őket, így rendesen összevesznek Lilyvel. |     |                                                                    |                     |                               |                                       |              |
| 95. | 7.  | Rossz passzban (The Rough Patch)                                   | Pamela Fryman       | Chris Harris                  | 2009. november 9. 2010. október 11.   | 8,82 millió  |
| Mivel Robin és Barney szemmel láthatóan nem tesznek jót egymásnak, Ted és Marshall úgy dönt, hogy szét kell őket szakítani. Mikor tervük kudarcba fullad, Lilyt, a szakítás mesterét kérik meg, hogy segítsen. |     |                                                                    |                     |                               |                                       |              |
| 96. | 8.  | A Taktikai Könyv (The Playbook)                                    | Pamela Fryman       | Carter Bays & Craig Thomas    | 2009. november 16. 2010. október 11.  | 8,44 millió  |
| A szakítás után Robin inkább a munkájára akar koncentrálni, Barney viszont vissza szeretne térni a csajozás élvonalába, amihez megvan a legtökéletesebb eszköze, a Taktikai Könyv. Az ebben található bizarr módszerek megvalósításával szed fel nőket, válogatott módon. |     |                                                                    |                     |                               |                                       |              |
| 97. | 9.  | Pofonadás 2: A pofon visszaüt (Slapsgiving 2: Revenge of the Slap) | Pamela Fryman       | Jamie Rhonheimer              | 2009. november 23. 2010. október 18.  | 8,75 millió  |
| Ezúttal Lily és Marshall lakásában tartják a hálaadást, ahova egy nem várt vendég, Lily apja is benéz. Marshall felajánlja Tednek és Robinnak, hogy ők teljesítsék a Pofogadás negyedik pofonját, és ők azon vitatkoznak, melyikük az érdemesebb rá. |     |                                                                    |                     |                               |                                       |              |
| 98. | 10. | Az ablak (The Window)                                              | Pamela Fryman       | Joe Kelly                     | 2009. december 7. 2010. október 18.   | 8,79 millió  |
| Ted évek óta össze szeretne jönni a tökéletes szomszédlánnyal, Maggie-vel. Viszont a lány eddig csupán percekre volt szingli, mert egy igazi pasimágnes, most viszont itt a lehetőség, hiszen több év után szakított a barátjával. |     |                                                                    |                     |                               |                                       |              |
| 99. | 11. | A legutolsó cigi (Last Cigarette Ever)                             | Pamela Fryman       | Theresa Mulligan Rosenthal    | 2009. december 14. 2010. október 18.  | 9,65 millió  |
| Miután Marshall a munkahelyen történtek miatt újra elkezd cigizni, lassan a többiek is követik őt. Végül közösen úgy döntenek, hogy ideje leszokni. Eközben Robin új munkatársat kap maga mellé: a profi Don Franket, aki profisága ellenére elég furcsán viselkedik. |     |                                                                    |                     |                               |                                       |              |
| 100. | 12. | Nők versus Öltönyök (Girls Versus Suits)                           | Pamela Fryman       | Carter Bays & Craig Thomas    | 2010. január 11. 2010. október 18.    | 9,78 millió  |
| Ted randizni hív egy diáklányt az egyetemről, akinek a szobatársa az ő jövőbeli felesége. Eközben egy dögös pultoscsaj érkezik a bárba, akit Barney egyből megpróbál becserkészni, viszont a csaj utálja az öltönyöket, így Barneynak választania kell közte és az öltönyök között. |     |                                                                    |                     |                               |                                       |              |
| 101. | 13. | Jenkins (Jenkins)                                                  | Neil Patrick Harris | Greg Malins                   | 2010. január 18. 2010. október 25.    | 10,52 millió |
| Marshallnak új kollégája lesz, akinek a poénjairól sokat beszél a többieknek. Csak épp azt nem hangsúlyozza, hogy az illető egy hölgy, mert attól fél, hogy Lily féltékeny lesz. Mikor ez kiderül, és Lily egyáltalán nem lesz emiatt feldúlt, Marshallt zavarni kezdi a dolog. Eközben kiderül, hogy Robin tévéműsora mégis népszerű, méghozzá a főiskolások körében, akik ivós játékot kerekítettek köré. |     |                                                                    |                     |                               |                                       |              |
| 102. | 14. | A tökéletes hét (Perfect Week)                                     | Pamela Fryman       | Craig Gerard & Matthew Zinman | 2010. február 1. 2010. október 25.    | 9,28 millió  |
| Barney ezúttal egy eddig lehetetlennek hitt dolgot tűz ki célul, a tökéletes hetet: hét nő, hét éjszaka, nulla visszautasítás. A többiek számára eközben pocsékul alakul a hét. |     |                                                                    |                     |                               |                                       |              |
| 103. | 15. | Kacsa vagy nyúl (Rabbit or Duck)                                   | Pamela Fryman       | Carter Bays & Craig Thomas    | 2010. február 8. 2010. október 25.    | 10 millió    |
| Barney egy focimeccs élő közvetítésén kiírja egy táblára a telefonszámát, ami ezután egyfolytában csörög, a hívók pedig dögösebbnél dögösebb csajok. Ted nem akar saját maga Valentin-napi partnert találni, így ezzel Marshallt és Lilyt bízza meg. Robin pedig véletlenül beleegyezik, hogy elmenjen a munkatársa, Don Frank partijára.                                                                   |     |                                                                    |                     |                               |                                       |              |
| 104. | 16. | Talonban (Hooked)                                                  | Pamela Fryman       | Kourtney Kang                 | 2010. március 1. 2010. október 25.    | 10,37 millió |
| Ted randizik egy lánnyal, de nem veszi észre, hogy csak talonban tartogatja őt, hiszen igazából egy másik pasi után vágyik. Kiderül, hogy mindenki tart valakit, és már mindenkit tartottak is talonban. |     |                                                                    |                     |                               |                                       |              |
| 105. | 17. | Persze, hogy... (Of Course)                                        | Pamela Fryman       | Matt Kuhn                     | 2010. március 8. 2010. november 1.    | 10,06 millió |
| Robin megelégeli, hogy Barney a szakításuk után érzéketlenül bánt vele, ezért felkéri a gyönyörű Anitát (Jennifer Lopez), aki egy önsegítő könyv szerzője, hogy segítsen neki. Eközben mindenki rájön, hogy nem vették észre Robin érzéseit. |     |                                                                    |                     |                               |                                       |              |
| 106. | 18. | Mosolyt! (Say Cheese)                                              | Pamela Fryman       | Robia Rashid                  | 2010. március 22. 2010. november 1.   | 8,37 millió  |
| Lilynek ismét szülinapja van, és ennek a napnak az egyik legfontosabb része a csoportkép. Ted minden évben elszúrja azzal, hogy egy olyan lányt hoz ilyenkor magával, akit aztán soha többé nem látnak, és ezt Lily szeretné megakadályozni. Barney azt állítja, hogy egyszerűen képtelenség róla rossz fényképet készíteni.                                                                                |     |                                                                    |                     |                               |                                       |              |
| 107. | 19. | Állati történetek (Zoo or False)                                   | Pamela Fryman       | Stephen Lloyd                 | 2010. április 12. 2010. november 1.   | 6,88 millió  |
| Marshallt este hazafelé kirabolják, így Lily fegyvert akar szerezni magának. Marshall a történet különféle variációival áll elő azért, hogy megakadályozza ebben. |     |                                                                    |                     |                               |                                       |              |
| 108. | 20. | A házbontás (Home Wreckers)                                        | Pamela Fryman       | Chris Harris                  | 2010. április 19. 2010. november 1.   | 7,71 millió  |
| Ted édesanyja újra férjhez megy, ekkor Ted rájön, hogy ő több év alatt sem haladt semmit, ezért komoly döntést hoz: vesz egy házat. |     |                                                                    |                     |                               |                                       |              |
| 109. | 21. | Külön ágyak (Twin Beds)                                            | Pamela Fryman       | Theresa Mulligan Rosenthal    | 2010. május 3. 2010. november 8.      | 7,7 millió   |
| Lily és Marshall külön ágyakat vesznek, mert rájöttek, hogy jobban tudnak külön aludni, a közös ágy meg úgyis csak a szexhez kell. Közben Robin bemutatja Dont Barneynak és Tednek, a két expasijának. |     |                                                                    |                     |                               |                                       |              |
| 110. | 22. | Robotok a pankrátorok ellen (Robots Versus Wrestlers)              | Rob Greenberg       | Jamie Rhonheimer              | 2010. május 10. 2010. november 8.     | 8,16 millió  |
| Egy sznob, felső középosztálybeli partin Ted végre olyan emberekkel beszélgethet, akik értékelik a kulturált beszédet, a kifinomult ízlést. Eközben a többiek pankrációra mennek, ahol emberek küzdenek robotokkal. Marshall és Lily, miután látják Ted hasonmását is, megegyeznek, hogy addig nem vállalnak gyereket, amíg nem találkoznak az ötödik alteregóval, Barney-éval.                             |     |                                                                    |                     |                               |                                       |              |
| 111. | 23. | A menyasszony (The Wedding Bride)                                  | Pamela Fryman       | Carter Bays & Craig Thomas    | 2010. május 17. 2010. november 8.     | 7,69 millió  |
| Ted randiján a Menyasszony című filmet nézik meg, közben rájön, hogy a film rendkívül hasonlít Stellával való kapcsolatára, viszont mintha minden olyan szemszögből lenne ábrázolva, hogy ő legyen a film negatív karaktere. A forgatókönyvet egyébként Stella vőlegénye, Tony írta. |     |                                                                    |                     |                               |                                       |              |
| 112. | 24. | Az alteregók (Doppelgangers)                                       | Pamela Fryman       | Carter Bays & Craig Thomas    | 2010. május 24. 2010. november 8.     | 8,18 millió  |
| Lily és Marshall komoly döntés meghozatalára jutottak, míg Barney alteregóját keresték: gyereket vállalnak. Robinnak felajánlják álmai állását, de mivel költöznie kellene, visszautasítja, és emiatt szakítanak Donnal. |     |                                                                    |                     |                               |                                       |              |

## Hatodik évad (2010–2011)
| Sor. | Év. | Cím                                            | Rendező       | Író                           | Premier                                  | Nézettség    |
| --- | --- | ---------------------------------------------- | ------------- | ----------------------------- | ---------------------------------------- | ------------ |
| 113. | 1.  | Nagy napok (Big Days)                          | Pamela Fryman | Carter Bays & Craig Thomas    | 2010. szeptember 20. 2011. szeptember 5. | 8,79 millió  |
| Marshall és Lily elkezdik a "babaprojektet", de Lilyt zavarja Marshall túlbuzgó apja, aki mindenáron fiúunokát szeretne, Lily pedig lányt. Ted meglát egy lányt a bárban, akihez később csatlakozik Cindy is, akiről kiderül, hogy leszbikus. Robin nagyon rosszul viseli a Donnal való szakítást, és elhagyja magát, emiatt Barney sokat piszkálja. Jövőbeli Ted végül elmondja, hol ismerte meg a feleségét: egy esküvőn. |     |                                                |               |                               |                                          |              |
| 114. | 2.  | Nagy pakolás (Cleaning House)                  | Pamela Fryman | Stephen Lloyd                 | 2010. szeptember 27. 2011. szeptember 5. | 9 millió     |
| Barney anyja, Loretta költözni készül, és megkér mindenkit, hogy segítsenek a kipakolásban. Találnak egy fényképet, amelyen egy férfi neve található. Kiderül róla, hogy ő Sam Gibbs tiszteletes, James apja. Barney nehezen viseli, hogy ő nem ismeri az apját, de látván, hogy az anyja mennyi áldozatra volt kész értük életük során, inkább széttépi azt a cetlit, amiből megtudhatná ezt. |     |                                                |               |                               |                                          |              |
| 115. | 3.  | Befejezetlen (Unfinished)                      | Pamela Fryman | Jamie Rhonheimer              | 2010. október 4. 2011. szeptember 5.     | 8,6 millió   |
| Robin részegen fenyegető üzeneteket hagy Don telefonján. Barney megpróbálja rábeszélni Tedet, hogy segítsen az új GNB székház megtervezésében, de ő szkeptikus, hiszen legutóbb úgy rúgták ki, hogy nem is szóltak neki róla. Ezért Barney tudat alatti módon, a csajozós trükkjeit felhasználva győzködi. |     |                                                |               |                               |                                          |              |
| 116. | 4.  | A nagy verseny (Subway Wars)                   | Pamela Fryman | Chris Harris                  | 2010. október 11. 2011. szeptember 5.    | 8,48 millió  |
| Marshall egyik barátja, Max látja Woody Allent egy étteremben. A csapat versenyre kel, hogy ki jut el leggyorsabban a kijelölt célig, és mint kiderül, Barneyt leszámítva mindenkinek szüksége van a győzelemre. Robin, aki esküdözik, hogy kanadai létére igazi New York-i, lett, presztízskérdésnek fogja fel, hogy ő érjen oda előbb. |     |                                                |               |                               |                                          |              |
| 117. | 5.  | Romboló építész (Architect of Destruction)     | Pamela Fryman | Carter Bays & Craig Thomas    | 2010. október 18. 2011. szeptember 12.   | 8,05 millió  |
| Kiderül, hogy az új GNB székház egy régi épület, az Arcadian Szálló helyére kerül. Ted itt ismeri meg Zoeyt, aki az épület lerombolása ellen tiltakozik. Mivel megtetszik neki a lány, eleinte nem akarja leleplezni magát, de amikor kiderül, bosszúja utoléri. Eközben Marshall ideges lesz, amikor egy véletlen elszólásnak köszönhetően megtudja, hogy Robin és Lily kitárgyalják egymás között a férfiakkal kapcsolatos intim tapasztalataikat. |     |                                                |               |                               |                                          |              |
| 118. | 6.  | Bababeszéd (Baby Talk)                         | Pamela Fryman | Joe Kelly                     | 2010. október 25. 2011. szeptember 12.   | 8,29 millió  |
| Robint irritálja új műsorvezető-társa, Becky, aki kislányos viselkedésével mindenki mást levesz a lábáról, köztük Tedet is. Eközben Barney elfogad egy kihívást, és megpróbál kisfiús viselkedéssel felszedni valakit. |     |                                                |               |                               |                                          |              |
| 119. | 7.  | Randy elbocsátása (Canning Randy)              | Pamela Fryman | Chuck Tatham                  | 2010. november 1. 2011. szeptember 12.   | 8,88 millió  |
| Halloween napján Robin lefekszik valakivel, de nem hajlandó elárulni, hogy kivel. Marshall nem szeretné kirúgni kétbalkezes asszisztensét, Randyt, akinek pedig szüksége lenne a végkielégítésre álmai megvalósításához, ezért éppen arra játszik, hogy kirúgják. Zoey beül Ted egyik órájára, és a diákjait is ellene fordítja a szálloda lerombolásával kapcsolatos harca során. |     |                                                |               |                               |                                          |              |
| 120. | 8.  | Természettörténet (Natural History)            | Pamela Fryman | Carter Bays & Craig Thomas    | 2010. november 8. 2011. szeptember 12.   | 8,87 millió  |
| A csapat részt vesz a Természettörténeti Múzeumban rendezett estélyen, ahol Ted legnagyobb meglepetésére Zoey is ott van a férjével, a Kapitánnyal (Kyle MacLahlan). Marshall bevallja Lilynek, hogy már nem szeretne környezetvédő ügyvéd lenni, hanem szívesebben dolgozna továbbra is a banknál, hiszen a családalapításhoz pénz kell. Barney egy lépéssel közelebb kerül az apja megtalálásához, amikor egy gyerekkori múzeumi csínyével dicsekszik el Robinnak. |     |                                                |               |                               |                                          |              |
| 121. | 9.  | Glitter (Glitter)                              | Pamela Fryman | Kourtney Kang                 | 2010. november 15. 2011. szeptember 19.  | 8,87 millió  |
| Lily egyfolytában csak a babákról tud beszélni, ami fölöttébb idegesíti Robint. Előkerül egy újabb régi felvétel Robin múltjából, melyben egy gyerekműsor sztárja volt, barátnőjével, Jessica Glitterrel (Nicole Scherzinger). Kiderül az is, miért romlott meg köztük a kapcsolat. Ted barátja, Punchy, a városba érkezik, és felkéri Tedet esküvői tanújául. |     |                                                |               |                               |                                          |              |
| 122. | 10. | Blitz-adás (Blitzgiving)                       | Pamela Fryman | Theresa Mulligan Rosenthal    | 2010. november 22. 2011. szeptember 19.  | 8,73 millió  |
| Zoey összebarátkozik a csapattal – persze Tedet kivéve – aki ez idő alatt lázasan készül a Hálaadás-napi vacsorájára, ahol egy pulykába töltött pulykát akar prezentálni. A csapatot eközben egy Blitz nevű átok kíséri: egy korábbi ismerősük átka ugyanis megtörik, és átszáll először Tedre, majd Barney-ra. A dolog lényege, hogy a megátkozott személy ha egyedül marad, lemarad olyan fantasztikus dolgokról, amit a barátai mind látnak. |     |                                                |               |                               |                                          |              |
| 123. | 11. | A hableány-elmélet (The Mermaid Theory)        | Pamela Fryman | Robia Rashid                  | 2010. december 6. 2011. szeptember 19.   | 9,26 millió  |
| Ted és Zoey kettesben mennek el egy kiállításra, Ted pedig tart tőle, hogy a Kapitány ezért neheztel rá, vagy éppen meg akarja ölni, ezért megpróbál vele is egy kis időt eltölteni. Marshall és Robin be szeretnék bizonyítani, hogy akik régóta barátok, azok nyugodtan eltölthetnek együtt egy estét, anélkül, hogy a társuknak aggódnia kéne, ezért elmennek együtt egy étterembe. Barney elmélete azonban mindvégig Marshall fejében jár: ha elég időt töltesz el egy nővel, arra egy pillanattól kezdve nem mint "lamantin", hanem mint "hableány" tekintesz. Közben Barney és Lily megharagszanak egymásra, de hogy miért, azt Ted már nem tudja felidézni a gyerekeinek, egészen az epizód végéig. |     |                                                |               |                               |                                          |              |
| 124. | 12. | Téves riasztás (False Positive)                | Pamela Fryman | Craig Gerard & Matthew Zinman | 2010. december 13. 2011. szeptember 19.  | 9,7 millió   |
| Lily végre terhes, legalábbis a teszt szerint. A hír bejelentése mindenkit arra késztet, hogy átgondolja az életét. Robin elvállal egy kutatómunkát egy neves lapnál, ahelyett, hogy a Fej vagy írás? műsorvezetőjének asszisztálna, Barney pedig ahelyett, hogy megvenne egy gyémántokból kirakott mintájú öltönyt, jótékonykodni kezd, ahogy megérinti a Karácsony szelleme. Amikor kiderül, hogy téves riasztás volt, már mind elbizonytalanodnak. |     |                                                |               |                               |                                          |              |
| 125. | 13. | Rossz hír (Bad News)                           | Pamela Fryman | Jennifer Hendriks             | 2011. január 3. 2011. szeptember 26.     | 10,15 millió |
| Marshall és Lily aggódnak, hogy talán egyikük képtelen a gyermeknemzésre, ezért mind a ketten elmennek egy meddőségi specialistához. Végre találkoznak Barney hasonmásával: Dr. John Stangellel, a nőgyógyász orvossal. Marshall aggódik, hogy hátha vele van a gond, és az is aggasztja, hogy a szülei látogatóba érkeznek hozzájuk, és mivel az apjával csak a jó híreket osztja meg, nem meri elmondani a problémát. Végül kiderül, hogy a nemzőképességükkel egyiküknek sincs semmi gondjuk. Az epizód végén Marshall rossz hírt kap: szívrohamban meghalt az édesapja. Az epizód különlegessége, hogy 50-től számolnak benne visszafelé 1-ig, a különféle helyeken elrejtett számokkal.               |     |                                                |               |                               |                                          |              |
| 126. | 14. | Utolsó szavak (Last Words)                     | Pamela Fryman | Carter Bays & Craig Thomas    | 2011. január 17. 2011. szeptember 26.    | 10,54 millió |
| Marshall apjának temetésén a téma az "utolsó szavak", és Marshall mindegyik rokona egy megható történettel áll elő, csak hozzá nem volt emlékezetes utolsó szava az apjának, ami nagyon zavarja őt. Végül egy telefonos üzenetben meghallja apja igazi üzenetét számára, amit megtart magának, és a temetési beszéden mást mond. A dolgok arra inspirálják Barneyt, hogy ő is megkeresse az igazi apját. |     |                                                |               |                               |                                          |              |
| 127. | 15. | Ó, Drágám! (Oh Honey)                          | Pamela Fryman | Carter Bays & Craig Thomas    | 2011. február 7. 2011. szeptember 26.    | 10 millió    |
| Marshall Minnesotában marad a temetés után, és telefonon informálódik a New York-i eseményekről. Így tudja meg, hogy Ted szerelmes Zoeyba, és Zoey elvált a férjétől, és szerelmes Tedbe. Bonyolítja a dolgokat Zoey unokatestvére, akit Ted a visszaemlékezés során már csak úgy ismer, mint Drága (Katy Perry). Eredetileg Ted randizna vele, de Barney hazaviszi, ahol aztán kiborul, mert hiányzik neki az apja. |     |                                                |               |                               |                                          |              |
| 128. | 16. | A kétségbeesés napja (Desperation Day)         | Pamela Fryman | Tami Sagher                   | 2011. február 14. 2011. szeptember 26.   | 9,51 millió  |
| Egy nappal Valentin-nap előtt van Barney kedvenc napja, a "Kétségbeesés napja", mivel szerinte az egyedülálló nők ezen a napon a legelkeseredettebbek. Lily és Ted Minnesotába utazik Marshallhoz, akinek a jelenléte egyre bosszantóbb az anyja számára. Robin meghívja pár szingli barátnőjét, köztük Norát (Nazanin Boniadi), aki azonnal megtetszik Barneynak, de ő átlát a trükkjein. |     |                                                |               |                               |                                          |              |
| 129. | 17. | Szemét-sziget (Garbage Island)                 | Michael Shea  | Tom Ruprecht                  | 2011. február 21. 2011. október 3.       | 9,33 millió  |
| Barney szeretné viszontlátni Norát, de ezt nem ismeri be Robinnak. Marshallt újra foglalkoztatni kezdi a környezetvédelem, amivel mindenkit az őrületbe kerget. Ted elhozza Zoey cuccait a Kapitánytól, ami nem megy könnyen, lévén retteg attól, hogy lebukik, hogy ő szerette el a feleségét. |     |                                                |               |                               |                                          |              |
| 130. | 18. | Szívzűrök (A Change of Heart)                  | Pamela Fryman | Matt Kuhn                     | 2011. február 28. 2011. október 3.       | 9,24 millió  |
| Mivel Marshall apja szívrohamban halt meg, mindenki részt vesz egy vizsgálaton, amelyen mind egészségesnek bizonyulnak. Barney egy 24 órás szívmonitort kap a vizsgálat idejére, és egy ígéretet, hogy randizhat Norával. Nora be szeretné mutatni Barneyt a családjának, aki hazudik neki az elköteleződéssel kapcsolatos véleményéről. Amikor kiderül, hogy hazudik, Nora kiadja az útját, és amikor Barney végül rájön, hogy talán neki is érdemes lennie elköteleződnie, már nem meri megtenni a lépést Nora felé. Robin is szerez magának valakit, Scooby személyében, aki teljesen úgy viselkedik, mint egy kutya.                                                                                   |     |                                                |               |                               |                                          |              |
| 131. | 19. | Apu, a fergeteges (Legendaddy)                 | Pamela Fryman | Dan Gregor & Doug Mand        | 2011. március 21. 2011. október 3.       | 8,03 millió  |
| Barney találkozik az apjával, Jerome Whittakerrel, akit ő Jerry bácsiként ismert fiatalkorából, s aki emlékezete szerint hozzá hasonlóan nagy nőcsábász és vagány. Amikor látja, hogy apja már közel sem olyan, mint régen volt, és egy megállapodott ember lett, nagyot csalódik. |     |                                                |               |                               |                                          |              |
| 132. | 20. | Robbanó húsgolyók (The Exploding Meatball Sub) | Pamela Fryman | Steven Lloyd                  | 2011. április 11. 2011. október 3.       | 6,87 millió  |
| Lily és Barney rosszul reagálnak, amikor Marshall kilép az állásából a Góliát Nemzeti Banknál, hogy egy környezetvédelmi szervezetnél dolgozhasson, ahová már csak önkéntesnek veszik föl. Eközben Ted és Zoey közé az Arcadian Szálló jövőjéről alkotott ellentétes álláspontjaik állnak. Közben kiderül, hogy Barney azért nem akarja, hogy Marshall felmondjon, mert egy egyébként réges-rég elfeledett sértésért akar cinikus bosszút állni. |     |                                                |               |                               |                                          |              |
| 133. | 21. | Reménytelen (Hopeless)                         | Pamela Fryman | Chris Harris                  | 2011. április 18. 2011. október 10.      | 6,49 millió  |
| Barney megpróbálja előhívni az apja régi énjét, ezért elviszi bulizni, és a barátainak is kamu személyiséget ad arra az estére. Az este folyamán a kapcsolatuk normalizálódik, bár belátják, hogy mindketten mást vártak a másiktól. Előkerül Robin egy régi titkos szerelme is, de Robin nem jöhet össze vele, mert Barney hazugsága miatt Ted azt kell, hogy mondja aznap este, hogy ő a barátnője. |     |                                                |               |                               |                                          |              |
| 134. | 22. | A tökéletes koktél (The Perfect Cocktail)      | Pamela Fryman | Joe Kelly                     | 2011. május 2. 2011. október 10.         | 6,77 millió  |
| Barney és Marshall összevesznek az Arcadian miatt, mert Marshall elvállalta Zoey kérésére a szálloda védelmét, ezért Lily és Robin megpróbálják leitatni őket, hogy kibéküljenek. Eközben Zoey és Ted között ugyanez az ellentét élesedik. Ted a romos hotelba viszi Zoeyt egy romantikus estére, hogy meggyőzze a saját álláspontjáról, végül azonban ő áll el a tervétől. |     |                                                |               |                               |                                          |              |
| 135. | 23. | Műemlékek (Landmarks)                          | Pamela Fryman | Carter Bays & Craig Thomas    | 2011. május 9. 2011. október 10.         | 6,41 millió  |
| Tednek döntenie kell, hogy végül lerombolják-e az Arcadiant, vagy nyilvánítsák műemlékké, és a döntésen már nem csak a Zoeyval való kapcsolata, hanem Barney és az ő állása is múlik. Végül úgy dönt, hogy inkább az állást választja Zoey helyett, aki szakít vele, miután nagy nyilvánosság előtt kifejti álláspontját arról, hogy a szállót le kell rombolni. Barney és barátai ellopják azt a kőoroszlánt, ami a műemléki védettség feltétele lenne, így nincs több akadály az új GNB székház felépítése előtt. |     |                                                |               |                               |                                          |              |
| 136. | 24. | Elfogadom a kihívást (Challenge Accepted)      | Pamela Fryman | Carter Bays & Craig Thomas    | 2011. május 16. 2011. október 10.        | 7,15 millió  |
| Ted újra össze akar jönni Zoeyval, amit Barney és Robin igyekszik megakadályozni, mivel szerintük újra összejönni valakivel nagy hiba. Végül belátja, hogy csakugyan így van. Barney újra találkozik Norával, és fellángolnak az érzései. Lily ételmérgezést kap egy levestől, amiből Marshall is evett, ezért ő igyekszik minél gyorsabban letudni az állásinterjúját, amikor felajánlják neki álmai munkáját. Végül kiderül, hogy Lily azért lett rosszul, mert gyereket vár. Az epizód végén Ted visszaemlékezéséből kiderül az is, hogy az esküvő, ahol jövendőbeli feleségével találkozott, Barney esküvője volt.                                                                                     |     |                                                |               |                               |                                          |              |

## Hetedik évad (2011–2012)
| Sor. | Év. | Cím                                                      | Rendező       | Író                           | Premier                                | Nézettség    |
| --- | --- | -------------------------------------------------------- | ------------- | ----------------------------- | -------------------------------------- | ------------ |
| 137. | 1.  | A tanú (The Best Man)                                    | Pamela Fryman | Carter Bays & Craig Thomas    | 2011. szeptember 19. 2012. október 15. | 11 millió    |
| Az epizód egy jövőbeli pillanatban indul: miközben Barney készülődik az esküvőjére, Teddel közösen visszaemlékeznek Öklös esküvőjére, amit Marshall részegen elrontott. Robin fontolgatja, hogy elmondja Barney-nak, hogy még mindig érez iránta valamit, ám Barney inkább Norát hívja fel, hogy esélyt kapjon egy új randira. |     |                                                          |               |                               |                                        |              |
| 138. | 2.  | A meztelen igazság (The Naked Truth)                     | Pamela Fryman | Stephen Lloyd                 | 2011. szeptember 19. 2012. október 15. | 12,22 millió |
| Marshall végre megkapja álmai állásajánlatát, de fél, hogy leendő alkalmazója, Garrison Cootes, a híres környezetvédő (Martin Short) megtalálja azt a kínos videót, ami még főiskolás korában készült róla. Ezen meztelenül, mint Sörkules pózol. Tedet meghívják az Építészek Báljára, de nem tudja, kit vigyen párjául. A bálon aztán nagy meglepetésére találkozik régi barátnőjével, Victoriával. Barney igyekszik meggyőzni arról Norát, hogy megbízható férfi. |     |                                                          |               |                               |                                        |              |
| 139. | 3.  | A kacsás nyakkendő (Ducky Tie)                           | Rob Greenberg | Carter Bays & Craig Thomas    | 2011. szeptember 26. 2012. október 17. | 10,5 millió  |
| Ted ismét találkozik Victoriával, és megpróbálja jóvátenni, hogy megcsalta őt a kapcsolatuk végén. Marshall és Lily fogadnak Barney-val, amit ha Barney elveszít, egy évig hordania kell Marshall kacsás nyakkendőjét. Barney azonban szemlátomást felkészült, és nemhiába: ha ő nyer, letaperolhatja Lily melleit. |     |                                                          |               |                               |                                        |              |
| 140. | 4.  | A Stinson-rakétaválság (The Stinson Missile Crisis)      | Pamela Fryman | Kourtney Kang                 | 2011. október 3. 2012. október 17.     | 10,39 millió |
| Robin terapeautához kell, hogy járjon, miután bántalmazott egy nőt. Miközben kifejti a történetét, kiderül, hogy mindezt Barney miatt tette, mert frusztrálja, hogy újra együtt vannak Norával. Közben nagyon megkedveli a terapeutáját, Kevint is. Közben Ted feljogosítva érzi magát arra, hogy beleszóljon Marshall és Lily felkészülésébe a gyerekvállalásra. |     |                                                          |               |                               |                                        |              |
| 141. | 5.  | Tanulmányi kirándulás (Field Trip)                       | Pamela Fryman | Jamie Rhonemeier              | 2011. október 10. 2012. október 22.    | 8,89millió   |
| Robin randizni kezd a terapeutájával, Kevinnel, ami eleinte nehezen megy, a korábbi orvos-páciens viszonyra tekintettel. Eközben Ted "Bevezetés az építészetbe"-kirándulásra viszi az osztályát, s miután totális kudarccá kezd alakulni, Barney is velük tart. Marshall úgy dönt,a kezébe vesz egy komoly környezetszennyezési ügyet, mert szerinte Garrison Cootes túl gyengekezűen áll hozzá. |     |                                                          |               |                               |                                        |              |
| 142. | 6.  | Rejtély kontra tények (Mistery vs. History)              | Pamela Fryman | Chuck Tatham                  | 2011. október 17. 2012. október 22.    | 9,81 millió  |
| Marshall és Lily nem szeretné előre tudni a gyerekük nemét, ami gondot okoz, amikor ki kell festeniük a gyerekszobát. Eközben Ted megpróbál úgy randizni egy lánnyal, hogy előtte nem keres rá az interneten. |     |                                                          |               |                               |                                        |              |
| 143. | 7.  | Noretta (Noretta)                                        | Pamela Fryman | Matt Kuhn                     | 2011. október 24. 2012. október 24.    | 9,87 millió  |
| Látogatóba érkezik Barney féltestvére, James, aki rávilágít, hogy Nora olyan, mint az anyjuk. Hamarosan Marshall és Lily is rájönnek, hogy mindkettőjük a másik szüleire emlékeztet. Barney és Nora romantikus estéjét több kellemetlenség teszi borzalmassá. |     |                                                          |               |                               |                                        |              |
| 144. | 8.  | A lotyós tök visszatér (The Slutty Pumpkin Returns)      | Pamela Fryman | Tami Sagher                   | 2011. október 31. 2012. október 24.    | 10,49 millió |
| Ted végre találkozik Naomival, a Lotyós Tökkel, és rá kell jönnie, hogy nem ő az igazi, és semmi közös nincs bennük. Eközben Robin kideríti, hogy Barneynak kanadai felmenői is vannak, valamint működésbe lép Lily "terhes agya". |     |                                                          |               |                               |                                        |              |
| 145. | 9.  | Katasztrófa elhárítva (Disaster Averted)                 | Michael Shea  | Robia Rashid                  | 2011. november 7. 2012. október 29.    | 10,28 millió |
| Mialatt Barney elkeseredetten próbál megszabadulni a kacsás nyakkendőtől, a csapat felidézi az Irene hurrikán alatt történteket. Marshall attól rettegett, hogy mivel épp nem volt életbiztosítása, valami szörnyű módon fog éppen akkor meghalni. Barney felszabadul a kacsás nyakkendő hordása alól, azonban cserébe három újabb pofont kell kapnia a pofogadás keretein belül, amiből kettőt Marshall azonnal el is használ. Barney és Robin egy taxi hátsó ülésén csókolóznak. |     |                                                          |               |                               |                                        |              |
| 146. | 10. | Tikk-takk (Tick Tick Tick...)                            | Pamela Fryman | Chris Harris                  | 2011. november 14. 2012. október 29.   | 10,42 millió |
| Barney és Robin megpróbálja eltitkolni partnereik elől, hogy lefeküdtek egymással. Barney végül belátja, hogy Robint szereti, és szakít Norával. Robin viszont ugyanezt nem teszi meg Kevinnel. Eközben Marshall, Lily és Ted egy koncertre mennek, ahol a fiúk, miután "megettek egy szendvicset", különösen kezdenek el viselkedni. |     |                                                          |               |                               |                                        |              |
| 147. | 11. | Új kezdet (The Rebound Girl)                             | Pamela Fryman | Carter Bays & Craig Thomas    | 2011. november 21. 2012. október 31.   | 10,01 millió |
| Marshall és Lily fontolóra veszik, hogy elköltöznek a városból a Lily nagyszüleitől kapott házba. Ted és Barney eközben részegen kitalálják, hogy tök jó lenne örökbefogadniuk egy gyereket, mint "tesók". Robin bejelenti Barneynak, hogy valószínűleg terhes. |     |                                                          |               |                               |                                        |              |
| 148. | 12. | Fényszimfónia (Symphony of Illumination)                 | Pamela Fryman | Joe Kelly                     | 2011. december 5. 2012. október 31.    | 11,51 millió |
| Robin megtudja, hogy nem terhes, és hogy soha nem lehet gyereke, de úgy dönt, hogy nem mondja el a többieknek. Eközben Marshall karácsonyi dekorációval díszítené fel a kertvárosi házát a tinédzser szomszédja segítségével, aki viszont szemtelenül kezd el viselkedni. |     |                                                          |               |                               |                                        |              |
| 149. | 13. | Megemlékezés (Tailgate)                                  | Pamela Fryman | Carter Bays & Craig Thomas    | 2012. január 2. 2012. november 5.      | 10,14 millió |
| Újévkor Marshall meglátogatja apja sírját, hogy folytasson egy régi családi hagyományt: megnézik a Minnesota Vikings ősi riválisa ellen vívott futballmeccset. A temetőben testvéreivel is elkezd rivalizálni, majd a meccsnézés hírére egyre többen sereglenek a sír köré. Marshall elmeséli, mi történt a csapattal szilveszterkor. Barney és Ted nyitottak egy bárt a lakásukban, mert a MacLaren's-be zártkörű buli miatt nem engedték be őket. Közben Sandy Rivers egy nő miatt lerészegedik és botrányt csinál élő adásban, ezért Robinra vár a feladat, hogy levezényelje a szilveszteri műsort. Újévi meglepetésként megérkezik Mickey is, aki amint megtudta lánya terhességét, a várt közöny helyett extázissal reagált a hírre. |     |                                                          |               |                               |                                        |              |
| 150. | 14. | 46 perc (46 Minutes)                                     | Pamela Fryman | Dan Gregor & Doug Mand        | 2012. január 16. 2012. november 5.     | 10,08 millió |
| Marshall és Lily véglegesen beköltöznek a Long Island-i házba, ami azt jelentené, hogy pontosan 46 percet kéne utazniuk ahhoz, hogy láthassák a többieket. Barney ezt úgy értelmezi, hogy többé már nem is jönnek, ezért kinevezi magát a csapat új vezérének, és felkeresik Lily sztriptíztáncos alteregóját, hogy új bandát alapítsanak. Eközben Lily apja egyre elviselhetetlenebbé válik, és amikor kitennék a szűrét a lakásból, bosszúból áramszünetet csinál, tudván, hogy a helyismeret hiánya miatt Marshall egyedül nem lenne képes visszakapcsolni a biztosítékot. |     |                                                          |               |                               |                                        |              |
| 151. | 15. | A lángoló méhész (The Burning Beekeeper)                 | Pamela Fryman | Carter Bays & Craig Thomas    | 2012. február 6. 2012. november 7.     | 9,98 millió  |
| Marshall és Lily lakásavatója öt perc alatt torkollik teljes katasztrófába. Szobánként látjuk, hogy mi történt ez alatt az öt perc alatt. Mickey új hobbija a méhészkedés lesz, Marshallt még a buli napján is be akarja rángatni a melóba a főnöke, Barney pedig egy szociopata nőt próbál felszedni. |     |                                                          |               |                               |                                        |              |
| 152. | 16. | A piás vonat (The Drunk Train)                           | Pamela Fryman | Craig Gerard & Matthew Zinman | 2012. február 13. 2012. november 7.    | 9,01 millió  |
| Marshall és Lily Robinnal és Kevinnel töltik a Valentin-napot egy páros kiránduláson. Robin bevallja Kevinnek, hogy sosem lehet gyereke, ennek ellenére Kevin megkéri a kezét. Amikor viszont Robin a tudtára hozza, hogy nemcsak hogy nem lehet, de nem is akar, és ez örökre így is marad, végül mégis nemet mond, és szakít vele. Ez idő alatt Barney megismerkedik egy Quinn nevű lánnyal, aki folyamatosan lekoptatja őt, miközben Teddel az éjszakai vonaton próbálnak csajozni. |     |                                                          |               |                               |                                        |              |
| 153. | 17. | Nem sürgetlek (No Pressure)                              | Pamela Fryman | George Sloan                  | 2012. február 20. 2012. november 12.   | 9,68 millió  |
| Ted szerelmet vall Robinnak, ezért úgy döntenek, ideje tisztázni kettejük helyzetét, miután Robin visszatér egy kiküldetésből. A vonatos kaland után Barney Marshalléknál ébred, és miközben a lakásban kutat a házaspár állítólagos szexvideója után, felfedezi, hogy évek óta fogadásokat rendeznek a barátaik kárára. Miután megbeszélték a dolgokat, Robin úgy dönt, elhagyja Ted lakását, és ezután sokáig nem is találkoznak. |     |                                                          |               |                               |                                        |              |
| 154. | 18. | Karma karma (Karma)                                      | Pamela Fryman | Stephen Lloyd                 | 2012. február 27. 2012. november 12.   | 9,07 millió  |
| Barney azok után is találkozni akar Quinnel, hogy fény derült a foglalkozására: ő Karma a sztriptízbárból. A lány azonban szemlátomást csak kihasználja őt - végül aztán rájön, hogy Barney komolyan érez iránta valamit, és engedi, hogy randira hívja. Robin ideiglenesen beköltözik Marshallékhoz Long Island-re, ahol csupa unalmas dolog történik. Ted megpróbálja hasznosítani Robin üresen hagyott szobáját, de úgy érzi, hogy ott Robin szelleme kísért. Végül úgy dönt, az egész házat átadja Marshallnak és Lilynek, hiszen annyi emlék köti őket oda. |     |                                                          |               |                               |                                        |              |
| 155. | 19. | A Tesóeskü (The Broath)                                  | Pamela Fryman | Carter Bays & Craig Thomas    | 2012. március 19. 2012. november 14.   | 8,15 millió  |
| Barney megesketi Tedet a Tesókódexre, hogy nem beszél a többieknek Quinn foglalkozásáról. Ted mégsem tudja tartani a száját, és a többiek megpróbálják megakadályozni, hogy Barney hülyeséget csináljon. Megszervezik a "Quinnbelépést", egy speciális közbelépést, amivel csak rontanak a helyzeten. Hamar kiderül, hogy Quinn és Barney csak felültették őket, mert tudták, hogy így fognak reagálni. Közben Robin és Ted azon versenyeznek, melyikük veheti ki Quinn üressé vált lakását. |     |                                                          |               |                               |                                        |              |
| 156. | 20. | Trilógiák (Trilogy Time)                                 | Pamela Fryman | Kourtney Kang                 | 2012. április 9. 2012. november 14.    | 8 millió     |
| Ted, Marshall és Barney háromévente közösen megnézi a Star Wars-trilógiát. Ilyenkor mindig elképzelik a jövőjüket újabb három év múlva. Az epizódban ennek a történetét láthatjuk. |     |                                                          |               |                               |                                        |              |
| 157. | 21. | Most már döntetlen (Now We're Even)                      | Pamela Fryman | Chuck Tatham                  | 2012. április 16. 2012. november 19.   | 7,24 millió  |
| Ted élvezné az egyedüllétet új lakásában, de Barney minden éjjel bulizni hívja, hogy elterelje a figyelmét arról, mit csinálhat éppen Quinn. Marshall ideges, amiért Lily nem meséli el neki legújabb szexszel fűtött álmát. Eközben Robin végre valóban híressé válik. |     |                                                          |               |                               |                                        |              |
| 158. | 22. | Jófajta hülyeség (Good Crazy)                            | Pamela Fryman | Carter Bays & Craig Thomas    | 2012. április 30. 2012. november 19.   | 7,99 millió  |
| Marshall egyre idegesebb a baba érkezése miatt, ezért Lily megszervez neki egy kirándulást a Quinn állása miatt egyre féltékenyebbé váló Barneyval, aki még Tednek is megpróbál segíteni, hogy túltegye magát Robinon. Marshall teljesen lerészegedik, miközben Lilynél beindul a szülés. Közben Ted képtelen bárkivel is randizni, mert mindenkiben Robint látja. |     |                                                          |               |                               |                                        |              |
| 159. | 23. | A mágus kódexe (1. rész) (The Magician's Code, Part One) | Pamela Fryman | Jennifer Hendriks             | 2012. május 14. 2012. november 21.     | 8,58 millió  |
| Marshall és Barney elkeseredetten próbálnak hazajutni a szülésre, eközben Ted és Robin történetekkel próbálják meg elterelni Lily figyelmét a fájdalmairól. Mivel Barney segített neki hazajutni, Marshall beleegyezik, hogy ő adja a gyerek második nevét, így lesz ő Marvin Mostfigyelj Eriksen. Végül Robin és Ted is tisztázzák egymással a dolgaikat, |     |                                                          |               |                               |                                        |              |
| 160. | 24. | A mágus kódexe (2. rész) (The Magician's Code, Part Two) | Pamela Fryman | Carter Bays & Craig Thomas    | 2012. május 14. 2012. november 21.     | 8,58 millió  |
| Az évadzáró epizódban Marshall és Lily megkérik Robint, hogy készítse el az első közös fényképet immár háromtagú családjukról, azonban a képek egytől-egyig borzalmasan sikerülnek. Robin tanácsára Ted megbeszél egy találkozót régi szerelmével, Victoriával, Barney és Quinn pedig egy közös útra indulnak, azonban már a reptéren megakadnak a Barney kofferjében lévő különös doboz miatt, ami egy rendhagyó bűvésztrükk kelléke. Barney megkéri Quinn kezét, Ted pedig megszökteti Victoriát az esküvőjéről. Az epizód végén azonban kiderül, hogy a jövőben Barney menyasszonya valójában Robin lesz. |     |                                                          |               |                               |                                        |              |

## Nyolcadik évad (2012–2013)
| Sor. | Év. | Cím                                                       | Rendező       | Író                           | Premier                               | Nézettség    |
| --- | --- | --------------------------------------------------------- | ------------- | ----------------------------- | ------------------------------------- | ------------ |
| 161. | 1.  | Farhampton (Farhampton)                                   | Pamela Fryman | Carter Bays & Craig Thomas    | 2012. szeptember 24. 2013. október 7. | 8,84 millió  |
| Ted megszökteti Victoriát az esküvőjéről, ám úgy érzi, Victoriának kötelessége búcsúlevelet írni a vőlegényének. Barney megpróbálja eltitkolni Quinn elől, hogy ő és Robin korában randiztak, de mégis megtudja, amikor a kisbaba miatt alvásmegvonástól szenvedő Marshall és Lily véletlenül elmondják. |     |                                                           |               |                               |                                       |              |
| 162. | 2.  | Házassági szerződés (The Pre-Nup)                         | Pamela Fryman | Carter Bays & Craig Thomas    | 2012. október 1. 2013. október 7.     | 8,17 millió  |
| Barney házassági szerződést akar kötni Quinn-nel. Ez feszültséget okoz a többiekkel is. A lehetetlen feltételeket látva Quinn is úgy dönt, hogy saját szerződéstervezetet készíttet. Végül belátják, hogy ez a dolog sehová nem vezet, és szakítanak. |     |                                                           |               |                               |                                       |              |
| 163. | 3.  | Dadagondok (Nannies)                                      | Pamela Fryman | Chuck Tatham                  | 2012. október 8. 2013. október 7.     | 7,82 millió  |
| Lily-nek vissza kell menni dolgozni, így Marshallal mindent megtesznek, hogy megfelelő dadust találjanak Marvinnak, ám Barney új csajozási módszere folyton keresztbe tesz nekik. Eközben Ted és Robin azon vitatkozik, melyikük kapcsolata jobb. |     |                                                           |               |                               |                                       |              |
| 164. | 4.  | Legyen Ön is keresztszülő! (Who Wants to Be a Godparent?) | Pamela Fryman | Matt Kuhn                     | 2012. október 15. 2013. október 7.    | 7,93 millió  |
| Marshall és Lily rájönnek, hogy ha valamiért idő előtt meghalnának, akkor valakinek fel kellene nevelnie Marvint. Így egy vetélkedőt rendeznek Ted, Robin és Barney között, hogy eldöntsék, melyikük alkalmas a feladatra, és melyikük lesz a gyerek keresztszülője. |     |                                                           |               |                               |                                       |              |
| 165. | 5.  | Szakítások ősze (The Autumn of Break-Ups)                 | Pamela Fryman | Kourtney Kang                 | 2012. november 5. 2013. október 14.   | 7,22 millió  |
| Ted és Victoria szakítanak, ugyanis Victoria feltételül szabja, hogy Ted soha többé ne találkozzon Robinnal, amit ő képtelen lenne betartani. Barney közben egy kutyával az oldalán próbál becsajozni. |     |                                                           |               |                               |                                       |              |
| 166. | 6.  | Szívtörő (Splitsville)                                    | Pamela Fryman | Stephen Lloyd                 | 2012. november 12. 2013. október 14.  | 7,95 millió  |
| Barney segít Robinnak szakítani Nickkel, aki nem tudja rászánni magát. Marshall és Lily kétségbeesve próbálnak egy kis időt kettesben tölteni. |     |                                                           |               |                               |                                       |              |
| 167. | 7.  | Ajánlom magamat! (The Stamp Tramp)                        | Pamela Fryman | Tami Sagher                   | 2012. november 19. 2013. október 14.  | 7,45 millió  |
| Barney új sztriptízbárt keres Robinnal. Ted be akarja bizonyítani, hogy ő nem egy "koppincsajánló". Marshall megpróbálja beajánlani egy régi barátját, Bradet a munkahelyére, de kiderül, hogy igazából az csak ki akarta használni őt egy nagyon fontos, gyógyszercég elleni perben. |     |                                                           |               |                               |                                       |              |
| 168. | 8.  | 12 tüzes asszony (Twelve Horny Women)                     | Pamela Fryman | Eric Falconer & Romanski      | 2012. november 26. 2013. október 14.  | 8,73 millió  |
| Marshall a gyógyszercég elleni pert igyekszik megnyerni Braddel szemben, akinek nagyobbak az esélyei a csupa nőkből álló esküdtszéknél. Közben a többiek azt próbálják összemérni, ki is volt a nagyobb fenegyerek fiatalkorában. |     |                                                           |               |                               |                                       |              |
| 169. | 9.  | Vágyom egy homár után (Lobster Crawl)                     | Pamela Fryman | Barbara Adler                 | 2012. december 3. 2013. október 21.   | 8,26 millió  |
| Robin megpróbál újra összejönni Barney-val, névleg azért, hogy végleg túl tudjon lenni rajta. Barney azonban szemlátomást érzéketlen az irányában. Eközben Ted lesz Marvin új dadája, ám Marshallék úgy érzik, Ted mellett lemaradnak a kicsi életének fontos pillanatairól. |     |                                                           |               |                               |                                       |              |
| 170. | 10. | A ló túloldalán (The Over-Correction)                     | Pamela Fryman | Craig Gerard & Matthew Zinman | 2012. december 10. 2013. október 21.  | 8,82 millió  |
| Robin igen rossz néven veszi, hogy Barney az ő egyik kolléganőjével, Patrice-szel randizgat. A fejébe veszi, hogy mindez a Taktikai Könyv miatt van, és eldönti: beoson Barney lakásába és leleplezi őt. Eközben Marshall anyja és Lily apja is összejön egy társkereső oldalon, ami Marshalléknak egy csöppet sem tetszik. |     |                                                           |               |                               |                                       |              |
| 171. | 11. | Az utolsó oldal, 1. rész (The Final Page, Part 1)         | Pamela Fryman | Dan Gregor & Doug Mand        | 2012. december 17. 2013. október 21.  | 8,7 millió   |
| Az új Góliát Nemzeti Bank épületének megnyitója előtt Ted találkozik egy általa régóta bálványozott egyetemi professzorral, aki várakozásaival ellentétben csúnyán leszólja a munkáját. Marshall és Lily találkoznak egy régi egyetemi csoporttársukkal, akit pszichopatának néznek, de kiderül, hogy egész más van a dolgok mögött, mint amire gondolnak. Barney egy játék miatt kénytelen néma maradni egy jó darabig, de amikor felszabadul egy pillanatra a fogadás alól, megvallja Tednek, hogy el akarja jegyezni Patrice-t.                                                                 |     |                                                           |               |                               |                                       |              |
| 172. | 12. | Az utolsó oldal, 2. rész (The Final Page, Part 2)         | Pamela Fryman | Carter Bays & Craig Thomas    | 2012. december 17. 2013. október 21.  | 8,7 millió   |
| Közeledik a karácsony, és Ted azon gyötrődik, hogy elmondja-e Robinnak, amit megtudott Barneytól. Végül kiderül, hogy minden, a kezdetektől fogva meg volt tervezve, és az egész csak arról szólt, hogy Barney olyan titokban és annyira gyanún felül tudja megkérni Robin kezét, amennyire csak lehetséges. Eközben Marshall és Lily az első estjüket töltik távol Marvintól, ami nehezebb, mint hitték. |     |                                                           |               |                               |                                       |              |
| 173. | 13. | Zenekar vagy DJ? (Band or DJ)                             | Pamela Fryman | Carter Bays & Craig Thomas    | 2013. január 14. 2013. október 28.    | 10,51 millió |
| Miután Barney és Robin eljegyzik egymást, a csapat lázasan szervezi az esküvőjüket. Lily és Ted össze is vesznek, mert mindketten úgy érzik, jobban tudják, mi is kellene. Barney találkozik Robin apjával, aki igencsak megváltozott, mióta Robin utoljára látta őt. Ted kifakad, és úgy érzi, megbánta, hogy elvesztette Robint. Az epizód végén aztán az is kiderül, hogy Barney és Robin esküvőjén a basszusgitáros Ted jövőbeli felesége lesz. |     |                                                           |               |                               |                                       |              |
| 174. | 14. | A gyűrű ereje (Ring Up)                                   | Pamela Fryman | Jennifer Hendriks             | 2013. január 21. 2013. október 28.    | 10,07millió  |
| Ted randizik egy 20 éves lánnyal, aki a kora miatt bukik rá. Barney azt tanácsolja, hogy mihamarabb feküdjön le vele. Ted ezt meg is teszi, ám később kiderül, hogy a lány Barney féltestvére. Eközben Robin aggódik, hogy az eljegyzési gyűrűje miatt a többi férfi számára "láthatatlan". Marshall egy csuklószorítót kezd el viselni, amire Lily gerjed a rosszfiús imidzs miatt, és Marshall ezért annak ellenére sem veszi le, hogy allergiás tüneteket kezd el produkálni. |     |                                                           |               |                               |                                       |              |
| 175. | 15. | P.S. Szeretlek (P.S. I Love You)                          | Pamela Fryman | Carter Bays & Craig Thomas    | 2013. február 4. 2013. október 28.    | 10,07 millió |
| Barney nyomozása hatására előkerül egy újabb kazetta a kilencvenes évekből, melyen Robin kanadai popsztár múltjáról látható egy dokumentumfilm. Marshall és Lily aggódnak, hogy Ted új barátnője, Jeanette, teljesen őrült. |     |                                                           |               |                               |                                       |              |
| 176. | 16. | Őrült, rossz értelemben (Bad Crazy)                       | Pamela Fryman | Carter Bays & Craig Thomas    | 2013. február 11. 2013. október 28.   | 10,3 millió  |
| Bár Jeanette valóban teljesen őrült, Ted egyszerűen nem mer szakítani vele. Hogy sikerüljön, Lily ad neki pár tanácsot. Eközben Robin próbálja legyőzni a félelmét, hogy az ölébe vegye Marvint - azt már csak tizenhét évvel később fedi fel, hogy amikor egyszer rábízták a fiút, milyen kalandokba keveredtek, és kivel. |     |                                                           |               |                               |                                       |              |
| 177. | 17. | A hamutál (The Ashtray)                                   | Pamela Fryman | Carter Bays & Craig Thomas    | 2013. február 18. 2013. november 4.   | 8,98 millió  |
| Zoey exférje, a Kapitány felhívja Tedet, és ez felidéz a csapatban pár kellemetlen emléket. Kiderül, hogy az utolsó találkozásra másként emlékszik vissza Ted, Robin, és Lily is. A Kapitány felkéri Lilyt, hogy legyen az új művészeti tanácsadója. |     |                                                           |               |                               |                                       |              |
| 178. | 18. | Fergeteges hétvége (Weekend at Barney's)                  | Pamela Fryman | George Sloan                  | 2013. február 25. 2013. november 4.   | 8,85 millió  |
| Miután Ted szakít Jeanette-tel, Barney segít neki, hogy új partnert találjon a Robinnal való esküvőjükre, amihez felhasználja a csajozási módszereit tartalmazó Taktikai Könyvet, amelyet igazából mégsem semmisített meg. Marshall és Lily elmennek egy festménykiállításra, ahol Marshall kínosan érzi magát, míg Lily megpróbál ismeretséget szerezni. Jeanette és Ted véglegesen szakítanak, miután a nő megtalálja és dühében felrobbantja a Taktikai Könyvet - Ted eldönti, hogy ezután nincs több randizgatás, komoly kapcsolatra vágyik.                                                   |     |                                                           |               |                               |                                       |              |
| 179. | 19. | Az erőd (The Fortress)                                    | Michael Shea  | Stephen Lloyd                 | 2013. március 18. 2013. november 4.   | 7,44 millió  |
| Robin azt szeretné, ha Barney eladná a régi lakását, de ő ezt nem nagyon akarja. Ezért Robin megszervez egy háztűznézőt, ahol Marshallt és Tedet egy félreértés folytán melegeknek nézik az érdeklődők. Marshall és Lily közt feszültség alakul ki, mert a munkájuk miatt nem tudnak annyit együtt lenni. Ted, Marshall és Lily egy brit sorozat rabjai lesznek. |     |                                                           |               |                               |                                       |              |
| 180. | 20. | Időutazók (The Time Travellers)                           | Pamela Fryman | Carter Bays & Craig Thomas    | 2013. március 25. 2013. november 4.   | 6,99 millió  |
| Barney el akarja vinni Tedet egy pankrációra, ám Ted visszakozik. Megjelenik előttük több jövőbeli Ted és több jövőbeli Barney is, akik az est előny és árnyoldalait próbálják eléjük vetíteni. Marshall táncpárbajt vív Robinnal, azért, hogy melyikükről nevezzék el a MacLaren's új koktélját. Végül kiderül, hogy az egész este valójában évekkel ezelőtt történt, Ted pedig egyedül ül a bárban.. |     |                                                           |               |                               |                                       |              |
| 181. | 21. | Úton Róma felé (Romeward Bound)                           | Pamela Fryman | Chuck Tatham                  | 2013. április 15. 2013. november 11.  | 6,58 millió  |
| A Kapitány felajánl Lilynek egy egy évig tartó művészeti tanácsadói állást Lilynek. A gond csak az, hogy ehhez Rómába kellene mennie, és ezért nem meri megmondani Marshallnak. Barney és Ted megismerkednek egy lánnyal, aki sosem veszi le a pufikabátját, és azon tanakodnak, vajon miért nem veszi le. Ted ugyanis látta már a kabát nélkül, és szerinte elképesztően jó teste van. |     |                                                           |               |                               |                                       |              |
| 182. | 22. | A Tesó Mitzvó (The Bro Mitzvha)                           | Pamela Fryman | Chris Harris                  | 2013. április 29. 2013. november 11.  | 7,06 millió  |
| Barney a legénybúcsúját tökéletesnek álmodta meg, de a dolgok katasztrofális sorozata folytán az egész egy rémálommá válik számára. Atlantic City leglepukkantabb hoteljébe mennek, a főattrakció egy bohóc, Quinn a sztriptíztáncos, és a meglepetésvendég ráadásul az őt utánzó, Barney által nem az igazi Karate Kölyöknek tartott Ralph Macchio. Ha ez még nem lenne elég, a kaszinóban elveszíti az összes pénzét és Marshallt. Hamarosan kiderül azonban, hogy mindezt a barátai intézték így, és az egész csak átverés. Az est végére az "igazi" Karate kölyök, William Zabka is felbukkan. |     |                                                           |               |                               |                                       |              |
| 183. | 23. | Valami régi (Something Old)                               | Pamela Fryman | Carter Bays & Craig Thomas    | 2013. május 6. 2013. november 11.     | 6,99 millió  |
| Robin egy 15 évvel ezelőtt a Central Parkban elásott nyakláncot keres kétségbeesetten - ez lenne ugyanis az a "valami régi", amit az esküvőre vinne. Barney közelebb kerül Robin apjához, Ted pedig Lily-nek és Marshallnak segít csomagolni Rómába. |     |                                                           |               |                               |                                       |              |
| 184. | 24. | Valami új (Something New)                                 | Pamela Fryman | Carter Bays & Craig Thomas    | 2013. május 13. 2013. november 11.    | 8,57 millió  |
| Ted befejezi a házának a felújítását, de Lily rájön, hogy Ted igazából Chicagóba akar költözni, mert úgy érzi, New Yorkban sosem fog rátalálni a Nagy Őre. Marshall Minnesotába utazik az anyjához Marvinnal, és megtudja, hogy kapott egy új állást bíróként, ami pont egybeesik a tervezett utazásukkal Rómába, így nem tudja hogy mondja el Lilynek. Az epizód végén a csapat elindul Barney és Robin esküvőjére, és egy vasútállomáson végre láthatjuk megmutatkozni Ted jövőbeli feleségét is.                                                                                                |     |                                                           |               |                               |                                       |              |

## Kilencedik évad (2013–2014)
| Sor. | Év. | Cím                                                     | Rendező       | Író                           | Premier                                | Nézettség    |
| --- | --- | ------------------------------------------------------- | ------------- | ----------------------------- | -------------------------------------- | ------------ |
| 185. | 1.  | A medál (The Locket)                                    | Pamela Fryman | Carter Bays & Craig Thomas    | 2013. szeptember 23. 2014. március 24. | 9,4 millió   |
| Az egész évad az esküvői hétvége cselekményeit örökíti meg. A kezdő időpont péntek 11 óra. A csapat Barney és Robin esküvői hétvégéjére tart Long Island-be. Barney és Robin felfedezik, hogy van egy közös távoli rokonuk, és amiatt aggódnak, hogy nehogy vérfertőző legyen a kapcsolatuk. Marshall aggódik egy kép miatt, amit az anyja töltött fel róla az internetre, amiből Lily rájöhet, hogy a tudtán kívül elfogadott egy bírói állást. Közben egy Daphne nevű nővel harcol az utolsó szabad ülőhelyért egy repülőn. Lily aggódik Tedért, amiért még mindig nincs egészen túl Robinon, és közben a vonaton találkozik az Anyával is. |     |                                                         |               |                               |                                        |              |
| 186. | 2.  | Visszatérés (Coming Back)                               | Pamela Fryman | Carter Bays & Craig Thomas    | 2013. szeptember 23. 2014. március 24. | 9,4 millió   |
| Péntek 12 óra. Amikor James bejelenti, hogy hamarosan elválik, Robin aggódik, Barney hogyan fogja viselni a hírt, hiszen éppen James miatt kezdett el hinni a házasságban. Marshall elkeseredetten próbál hazajutni New Yorkba, Barney-ék esküvőjére, ezért autót bérelne, de ismét meg kell küzdenie Daphne-val. Ted pedig amiatt búslakodik, hogy a romantikus hotelben egyedül kell laknia a szobában. |     |                                                         |               |                               |                                        |              |
| 187. | 3.  | Búcsú New Yorktól (Last Time in New York)               | Pamela Fryman | Craig Gerard & Matthew Zinman | 2013. szeptember 30. 2014. március 24. | 7,87 millió  |
| Péntek 14 óra. Lily felfedezi Ted listáját, amiben Ted leírta, hogy mit szeretne megtenni New Yorkban, mielőtt Chicagóba költözik. Ezért frusztráltnak érzi magát, mivel csak ő tud Ted Chicagóba költözős tervéről. Robin és Barney rádöbbennek, hogy már csak nagyon kevés idejük van egymásra, mielőtt megérkeznek a rokonaik az esküvőjükre. |     |                                                         |               |                               |                                        |              |
| 188. | 4.  | Egy tesó árulása (The Broken Code)                      | Pamela Fryman | Matt Kuhn                     | 2013. október 7. 2014. március 24.     | 7,53 millió  |
| Péntek 15 óra. Barney dühös lesz Tedre, mikor ráébred, hogy még mindig vannak érzései Robin iránt. A kettejük vitáját Marshall próbálja eldönteni, Skype-on. Lily megpróbál több barátnőt szerezni Robin számára a közelgő esküvőre, miután rájön, hogy ő neki az egyetlen. |     |                                                         |               |                               |                                        |              |
| 189. | 5.  | A pókerparti (The Poker Game)                           | Pamela Fryman | Dan Gregor & Doug Mand        | 2013. október 14. 2014. március 31.    | 7,98 millió  |
| Péntek 18 óra. Amikor egy eldurvult pókerjátszma miatt Loretta és Robin összevesznek, Barney frusztrált lesz, hogy melyikőjüket pártfogolja. Eközben Ted és Marshall közt is hasonló vita bontakozik ki, egy elfeledett nászajándék és egy köszönöm-kártya miatt. |     |                                                         |               |                               |                                        |              |
| 190. | 6.  | Lovagias Ted (Knight Vision)                            | Pamela Fryman | Chris Harris                  | 2013. október 21. 2014. március 31.    | 7.64 millió  |
| Péntek 21 óra. Ted megpróbál felszedni egy nőt, de módszerei nem túl sikeresek. Az esküvőre felkért pap (Edward Herrmann) váratlanul meghal, miután megbotránkozik a csapat erkölcstelenségén. Marshall, Marvin és Daphne autóval tartanak az esküvő felé, amelynek során jobban megismerik egymást. Sajnos miután összevesznek, Daphne elküldi SMS-ben Lilynek Marshall kinevezésének hírét. |     |                                                         |               |                               |                                        |              |
| 191. | 7.  | Ne kérdezz semmit! (No Questions Asked)                 | Pamela Fryman | Stephen Lloyd                 | 2013. október 28. 2014. március 31.    | 7,63 millió  |
| Péntek, 23:30. Mivel Daphne elküldte SMS-ben a kinevezése hírét Lilynek, Marshall megpróbálja barátai segítségét kérni, hogy töröljék azt a telefonjáról. Bár végül sikerrel járnak, Marshall telefonon mégis bevallja Lilynek az igazat, aki feldühödik, és közli, hogy a szobájában eddig még senki nem halt meg - de hamarosan meg fog. Barney és Robin újabb nehézséggel néznek szembe, amikor kiderül, hogy az esküvői galambokat a kanadai rokonok várhatóan lelövik a díszsortűzzel. |     |                                                         |               |                               |                                        |              |
| 192. | 8.  | A világítótorony (The Lighthouse)                       | Pamela Fryman | Rachel Axler                  | 2013. november 4. 2014. március 31.    | 8,67 millió  |
| Szombat reggel 9 óra. A Robin és Loretta közt lévő indulatok egyre fokozódnak a hétvége folyamán, ami kereszttűzbe sodorja Barneyt. Marshall és Daphne váratlan útitársat kapnak Ted mostohaapjának, Clintnek a személyében, mikor egy rövid kitérőt tesznek Ohioba. Ted randizni visz egy lányt a közeli világítótoronyba, mely nem sül el túl jól - később kiderül, hogy egy évvel később a gyerekei anyjával romantikus pillanatokat töltöttek el itt. |     |                                                         |               |                               |                                        |              |
| 193. | 9.  | Barátos (Platonish)                                     | Pamela Fryman | George Sloan                  | 2013. november 11. 2014. április 7.    | 8,08 millió  |
| Szombat 11 óra. A csapat visszaemlékszik 2012 őszére, amikor is, mindannyiuk életében olyan fontos események zajlottak, ami az egész életüket megváltoztatta. Barney ekkor elfogadott két kihívást, melyek szerint csak delfinhangon volt szabad beszélnie, másszor pedig tilos volt I-betűs szavakat használnia, és így kellett megszereznie lányok telefonszámát. Egy harmadik kihívást is kap Robintól és Lilytől, ennek során ismerkedik meg Ted jövőbeli feleségével. Beszélgetni kezdenek, és ennek hatására szedi össze a bátorságát, hogy megkérje Robin kezét. Eközben Marshall és Ted egy kosármeccsen volt, ahol Ted bevallotta, hogy lehet, hogy elfogadna egy állást Chicagóban. |     |                                                         |               |                               |                                        |              |
| 194. | 10. | Anyu és apu (Mom and Dad)                               | Pamela Fryman | Carter Bays & Craig Thomas    | 2013. november 18. 2014. április 7.    | 8,11 millió  |
| Szombat 15 óra. Barney azon mesterkedik, hogy az esküvő alkalmával újra összehozza az anyját és az apját, azonban James-nek is megvannak a maga tervei, aki a saját apjával akarja őt összehozni. Mint esküvői tanú, Ted vigyáz egy igen értékes dedikált Wayne Gretzky-képre, amit Barney Robinnak szán. A képet valaki leönti tintával, Ted pedig megpróbálja kinyomozni, ki volt a tettes. Marshall és Daphne útjai barátságban elválnak. |     |                                                         |               |                               |                                        |              |
| 195. | 11. | Álomba ringató esti mesék (Bedtime Stories)             | Pamela Fryman | Carter Bays & Craig Thomas    | 2013. november 25. 2014. április 7.    | 7.64 millió  |
| Szombat 17 óra. Utazásuk során Marshall megpróbálja elaltatni Marvint különböző, rímekbe szedett esti mesékkel, melyek a csapat egy-egy tagjáról szólnak. |     |                                                         |               |                               |                                        |              |
| 196. | 12. | A bemutatkozó vacsora (The Rehearsal Dinner)            | Pamela Fryman | Chuck Tatham                  | 2013. december 2. 2014. április 7.     | 8,04 millió  |
| Szombat 20 óra. Barney azt szeretné, ha a próbavacsorát egy lézerharc-teremben tartanák, amit Robin ellenez. Barney végig abban a hitben van, hogy a végén nagy meglepetés lesz, és mégis ott tartják az eseményt - aztán kiderül, hogy igazából ő szervezett egy kanadai tematikájút a legnagyobb titokban. |     |                                                         |               |                               |                                        |              |
| 197. | 13. | Basszgitáros kerestetik (Bass Player Wanted)            | Pamela Fryman | Carter Bays & Craig Thomas    | 2013. december 16. 2014. április 14.   | 7,71 millió  |
| Szombat 22 óra. Marshall végre megérkezik Marvinnal, de az utolsó pillanatban elveszti a bátorságát, hogy mindent bevalljon. Találkozik Ted jövőbeli feleségével, és ő bírja rá arra, hogy összeszedje magát. Egy Darren nevű rejtélyes fickó, aki máskülönben negédesen viselkedik, eléri, hogy a barátok összevesszenek egymással. A helyzetet végül Ted menti meg - a tudtán kívül jövendőbeli felesége nagy örömére. |     |                                                         |               |                               |                                        |              |
| 198. | 14. | Pofonadás 3 (Slapsgiving 3: Slappointment in Slapmarra) | Pamela Fryman | Carter Bays & Craig Thomas    | 2014. január 13. 2014. április 14.     | 8,59 millió  |
| Vasárnap hajnali 1 óra. Marshall a pofogadás újabb pofonját süti el, mellyel kapcsolatban Barney korábban azt mondta, hogy lehet olyan fájdalmas, amennyire csak akarja - lévén már immunis lett Marshall kínzásaira. Ezért annak a történetét láthatjuk, hogyan kereste fel Marshall a legnagyobb tanítómestereket, hogy az a lehető legdurvább legyen - erősen kiszínezve és rengeteg fiktív elemmel. A pofon után a Boyz II Men énekel Barneynak, majd Marshall figyelmezteti őt, hogy egy pofon még hátravan. |     |                                                         |               |                               |                                        |              |
| 199. | 15. | Szünet ki (Unpause)                                     | Pamela Fryman | Chris Harris                  | 2014. január 20. 2014. április 14.     | 8,83 millió  |
| Vasárnap hajnali 2 óra. Barney annyira lerészegedik, hogy bármit kérdeznek tőle, őszintén válaszol. Ted és Robin ezt kihasználja, hogy különféle titkokat szedjenek ki belőle. Kiderül, hogy a jegygyűrűt egy medvével akarja behozatni az esküvőn, továbbá az is, hogy mi a munkája, amit soha senkinek nem árult el, mégis annyi pénze van belőle. Marshall mindenáron megpróbálja elkerülni, hogy beszélnie kelljen Lilyvel a bírói kinevezésről, de végül összevesznek, és Lily elhagyja a szállodát. |     |                                                         |               |                               |                                        |              |
| 200. | 16. | Így jártam apátokkal (How Your Mother Met Me)           | Pamela Fryman | Carter Bays & Craig Thomas    | 2014. január 27. 2014. április 14.     | 10,81 millió |
| Ebben az epizódban Ted jövőbeli feleségének az elmúlt éveibe tekinthetünk be. 2005-ben meghalt a barátja, Max, ami miatt mély apátiába zuhant. Három évvel később tudott csak először kimozdulni, ekkor találkozott a Pucér Pasival ugyanott, ahol Tedék is épp buliztak. Később megalapította a zenekarát, amelyben Darren is tag volt, majd egy Louis nevű sráccal járt, aki éppen az esküvő előtt kérte meg a kezét, de ő nemet mondott, mert nem volt ez szerelem a részéről. |     |                                                         |               |                               |                                        |              |
| 201. | 17. | Napfelkelte (Sunrise)                                   | Pamela Fryman | Carter Bays & Craig Thomas    | 2014. február 3. 2014. április 21.     | 9,98 millió  |
| Vasárnap hajnali 5 óra. Barney rejtélyes módon eltűnik. Miközben őt keresik a tengerparton, Ted és Robin sorra veszik korábbi kapcsolataikat, köztük a sajátjukét is. Marshall egyre idegesebb a Lilyvel való veszekedésük miatt, és felesége és apja "szellemének" megjelenése során jön rá, hogy a házasságban nem győzelemről és vereségről szólnak a viták. Végül maga Lily jön vissza és jelenti be, hogy maradnak. Barney részegen összebarátkozik két tinédzserrel, akiket meg akar tanítani "élni". |     |                                                         |               |                               |                                        |              |
| 202. | 18. | Feltámadás (Rally)                                      | Pamela Fryman | Carter Bays & Craig Thomas    | 2014. február 24. 2014. április 21.    | 9,28 millió  |
| Vasárnap reggel 8 óra. Barney teljesen kiütve fekszik, és teljes képtelenség felébreszteni. A többiek úgy határoznak, hogy elkészítik a szupertitkos Stinson Másnaposság Elleni Gyógyír Elixírt. |     |                                                         |               |                               |                                        |              |
| 203. | 19. | Vulkanikus (Vesuvius)                                   | Pamela Fryman | Stephen Lloyd                 | 2014. március 3. 2014. április 21.     | 9,11 millió  |
| Az esküvő napján, Robin és Lily csúnyán összevesznek, mert Lily szerint Robin egyáltalán nem veszi komolyan a saját esküvőjét. Barney kiakad, mikor nem tudja eldönteni, melyik öltönyt viselje a ceremónián - noha a szabója remek esküvői ruhát készített neki. A csapat megnéz egy videót, amit Ted korábban megtiltott nekik: az ő és Stella kapcsolatáról szóló film második részét, tudván, hogy talán utoljára vannak így együtt, egy helyen. Robin anyja nagy meglepetésre megjelenik az esküvőn. |     |                                                         |               |                               |                                        |              |
| 204. | 20. | Margaréta (Daisy)                                       | Pamela Fryman | Carter Bays & Craig Thomas    | 2014. március 10. 2014. április 21.    | 7,7 millió   |
| Péntek 14 óra. Amikor Robin anyja megjelenik az esküvőn, és kínos történeteket mesél Robin apjáról, Robint kiborítja a gondolat, hogy az apja és Barney mennyire hasonlítanak. Marshall a barátai segítségével próbálja kitalálni, hova mehetett Lily azon az estén, amikor lelépett a vitájuk közepén. A nyomozás során kiderül, hogy Lily újra terhes, és kislányt vár. |     |                                                         |               |                               |                                        |              |
| 205. | 21. | Gary Blauman (Gary Blauman)                             | Pamela Fryman | Kourtney Kang                 | 2014. március 17. 2014. április 28.    | 7,78 millió  |
| Marshall és Barney régi kollégája, Gary Blauman váratlanul felbukkan, egy órával az esküvő kezdete előtt. A csapat minden tagjának van vele közös, vagy éppen elintézetlen ügye, jó és rossz tapasztalata. Hosszas vita után úgy határoznak, hogy jelen kell lennie az esküvőn, és ezután megtudhatjuk, hogy a sorozatban látott népszerűbb mellékszereplőkkel mi történt az esküvő után. Eközben megtudhatjuk azt is, milyen volt Ted és jövőbeli feleségének első randija. |     |                                                         |               |                               |                                        |              |
| 206. | 22. | Az oltár előtt (The End of the Aisle)                   | Pamela Fryman | Carter Bays & Craig Thomas    | 2014. március 24. 2014. április 28.    | 9,04 millió  |
| Kezdetét veszi az esküvői ceremónia, ami egyre feszültebbé teszi Robint és Barneyt. Robin a szökését tervezi, melyhez Ted segítségét kéri, Barney pedig a fogadalma megírásához kap segítséget Lilytől és Marshalltól, melynek hatására ők is átgondolják a sajátjukat. Az epizód végén Robin és Barney szerencsésen egybekelnek, Marshall pedig a pofogadás alól is felszabadítja őt. |     |                                                         |               |                               |                                        |              |
| 207. | 23. | Örökkön örökké, 1. rész (Last Forever, Part 1)          | Pamela Fryman | Carter Bays & Craig Thomas    | 2014. március 31. 2014. április 28.    | 13,13 millió |
| Az esküvő után a többiek megpróbálják Tedet összehozni leendő feleségével, de ő nem mer kezdeményezni - és amikor merne is, a lány már elment a vasútállomásra. Ted utánamegy, de nem találja ott, ezért egy idős hölggyel kezd el beszélgetni a dolgairól. Előreugorva 2015-be kiderül, hogy Ted hamarosan megnősül, de még nem lehet, mert menyasszonya terhes. 2016-ba ugorva kiderül, hogy Marshall kénytelen volt visszamenni céges jogásznak, Barney és Robin viszont elváltak, mert nem bírta ki a kapcsolatuk Robin állandó utazgatásait és Barney jellemét. Lily a harmadik gyerekkel is terhes. A halloween-i bulin Robin látja, hogy mindenki mennyire boldog, még Barney és Ted is, ezért elhatározza, hogy örökre elmegy - mert még mindig érez Ted iránt valamit. |     |                                                         |               |                               |                                        |              |
| 208. | 24. | Örökkön örökké, 2. rész (Last Forever, Part 2)          | Pamela Fryman | Carter Bays & Craig Thomas    | 2014. március 31. 2014. április 28.    | 13,13 millió |
| 2018-ban Marshall elfogad egy megüresedett bírói állást, Barney pedig újrakezdi az egyéjszakás kapcsolatait. 2019-ben Robin mint híres tévériporter szerepel a tévében, Barney pedig apa lesz, miután egy lány terhes maradt utána. Amikor meglátja a bébit, könnyek közt fogadja meg, hogy mostantól mindene az övé lesz. Marshall a Legfelsőbb Bíróságra kerül, Ted feleségének (akiről kiderül, hogy Tracynek hívják) hatására pedig Robin is visszatér. A boldogság sajnos nem tart sokáig, mert 2024-ben Tracy meghal egy ismeretlen betegségben. Amikor Ted végre befejezi a sztorit, a gyerekek rávilágítanak, hogy ez inkább szólt Robin néniről, mint az anyjukról. Elérik, hogy vallja be, még mindig érez iránta valamit. Ted összeszedi a bátorságát, és újra felkeresi Robint, méghozzá azzal a kék kürttel, amit az első találkozásuk alkalmával lopott el, 25 évvel korábban. Az alternatív befejezésben a betegség kimarad, Ted és Tracy pedig boldogan élnek tovább. |     |                                                         |               |                               |                                        |              |

- Az első négy évad esetében a magyar címek nem hivatalosak.

|  | Itt a vége a cselekmény részletezésének! |

## Külső hivatkozások
- A sorozat epizódjainak leírása a Comedy Central honlapján
- A sorozat magyar rajongói oldala
- Epizódok online